# ポーランド国王

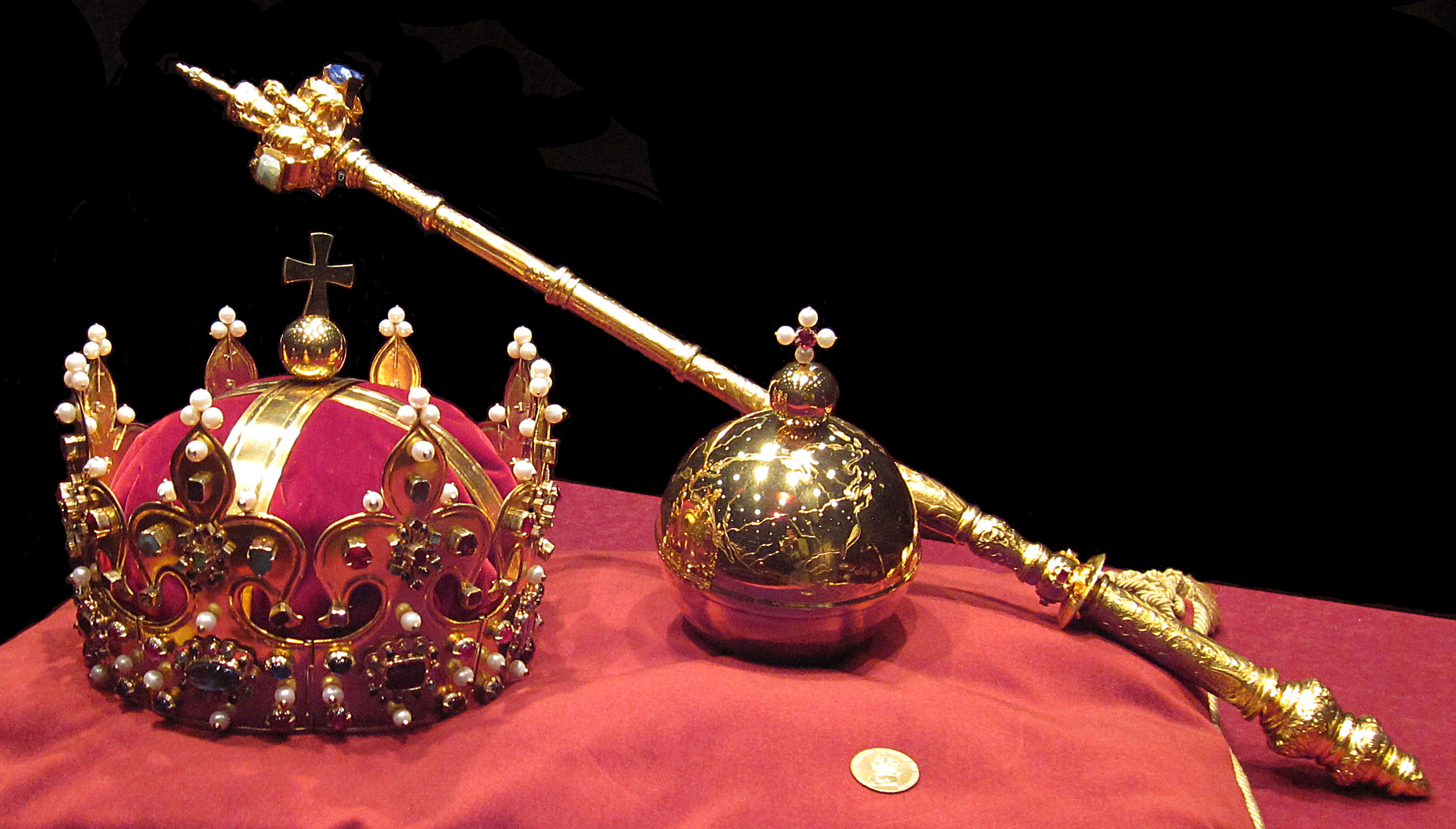
ポーランド王の標章のレプリカ

ポーランド国王は、ポーランドの支配者によって用いられた称号である。最初の国王は1025年に戴冠したボレスワフ1世・勇敢王である（992年以来、称号は公であった）。

## 歴代国王
- ピャスト家
  - 1025年-1025年 – ボレスワフ1世
  - 1025年-1031年 – ミェシュコ2世
  - 1076年-1079年 – ボレスワフ2世
  - 1295年-1296年 – プシェミスウ2世

- プシェミスル家
  - 1300年-1305年 – ヴァツワフ2世
  - 1305年-1306年 – ヴァツワフ3世

- クヤヴィ・ピャスト家
  - 1320年-1333年 – ヴワディスワフ1世
  - 1333年-1370年 – カジミェシュ3世

- アンジュー＝シチリア家
  - 1370年-1382年 – ルドヴィク1世
  - 1384年-1399年 – ヤドヴィガ

- ヤギェウォ家
  - 1386年-1434年 – ヴワディスワフ2世
  - 1434年-1444年 – ヴワディスワフ3世
  - 1447年-1492年 – カジミェシュ4世
  - 1492年-1501年 – ヤン1世
  - 1501年-1506年 – アレクサンデル
  - 1506年-1548年 – ジグムント1世
  - 1530年-1572年 – ジグムント2世

- 選挙王制
  - 1574年-1575年 – ヘンリク・ヴァレジィ
  - 1575年-1596年 - アンナ
  - 1576年-1586年 – ステファン・バートリ
  - 1587年-1632年 – ジグムント3世 (ヴァーサ家)
  - 1632年-1648年 – ヴワディスワフ4世 (ヴァーサ家)
  - 1648年-1668年 – ヤン2世 (ヴァーサ家)
  - 1669年-1673年 – ミハウ・コリブト・ヴィシニョヴィエツキ
  - 1674年-1696年 – ヤン3世
  - 1697年-1706年 – アウグスト2世 (ヴェッティン家アルブレヒト系)
  - 1706年-1712年 – スタニスワフ・レシチニスキ
  - 1709年-1733年 – アウグスト2世 (ヴェツティン家アルブレヒト系)
  - 1733年-1736年 – スタニスワフ・レシチニスキ
  - 1734年-1763年 – アウグスト3世 (ヴェッティン家アルブレヒト系)
  - 1764年-1795年 – スタニスワフ・アウグスト・ポニャトフスキ

- 1795年-1815年の間, ポーランド分割の後に国家は消滅し、称号は使われなくなった。

ロマノフ家
- - 1815年-1825年 - アレクサンドル1世
  - 1825年-1831年 - ニコライ1世

ポーランドの議会政治はロマノフ朝によって廃止された。1915年までロシアはポーランドを支配下においた。
- 1916年-1918年 - 摂政議会制

1918年に摂政議会はユゼフ・ピウスツキにポーランドの支配権を委ねた。この瞬間ポーランドは共和国となった。

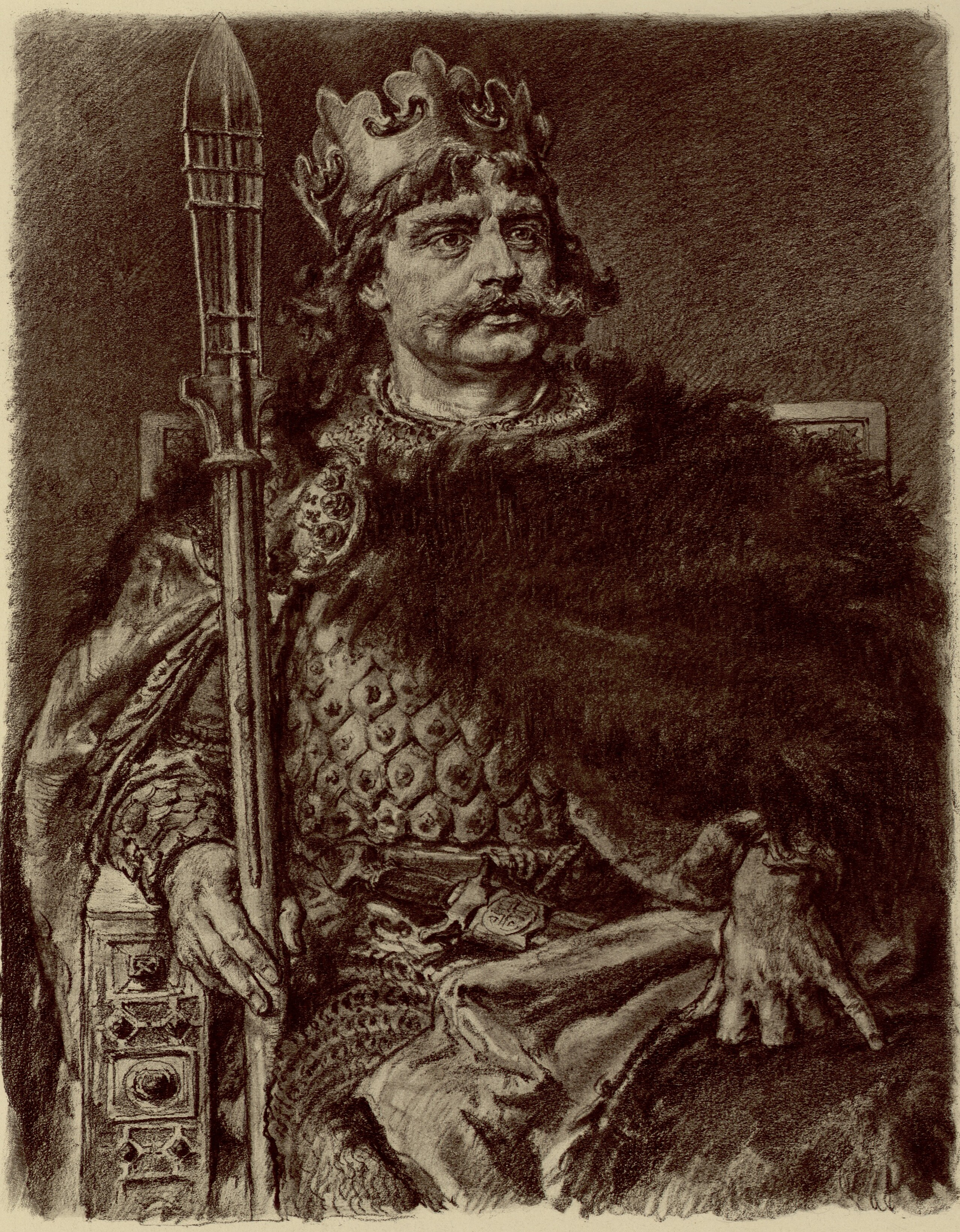
ボレスワフ1世
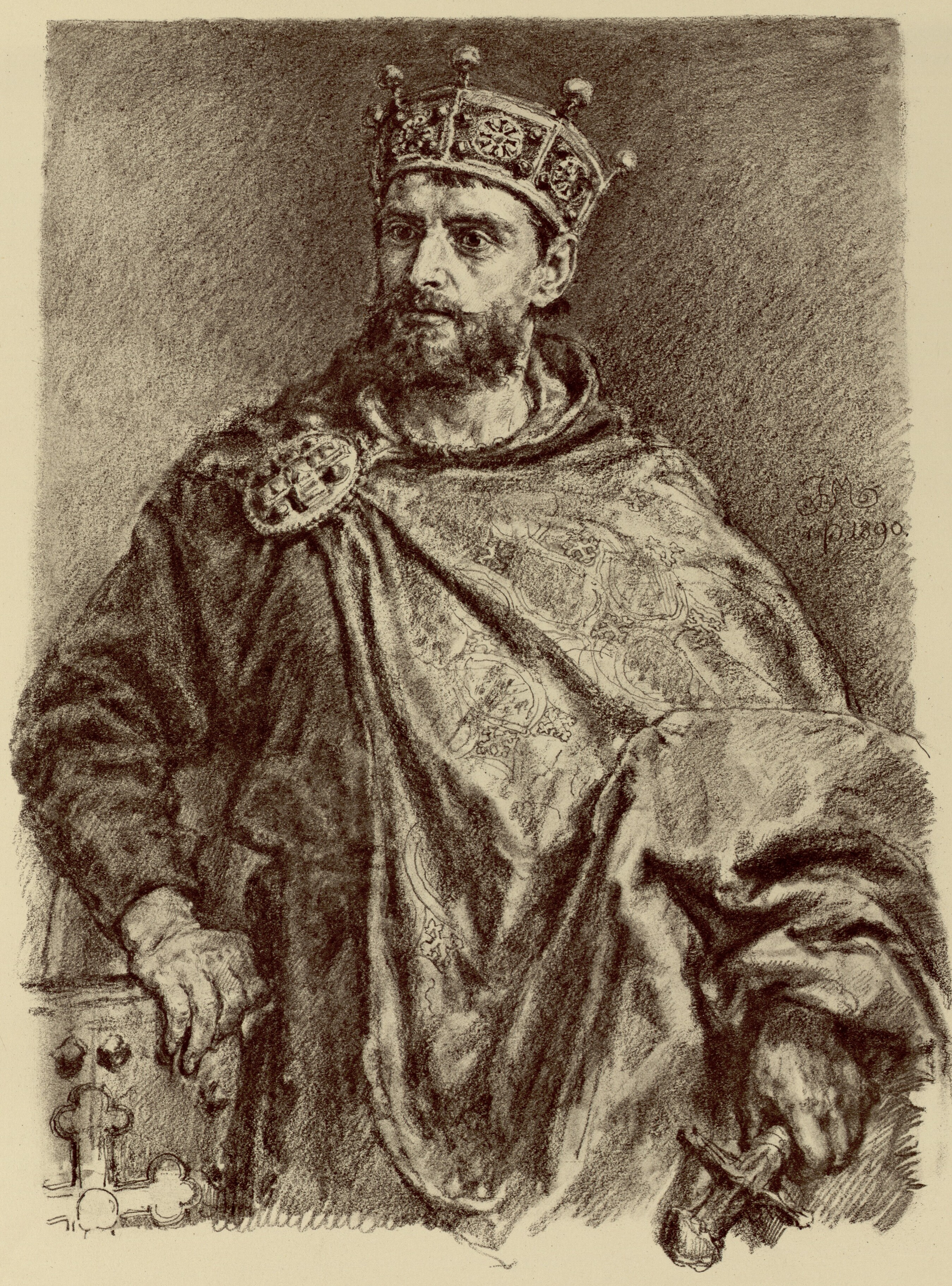
ミェシュコ2世
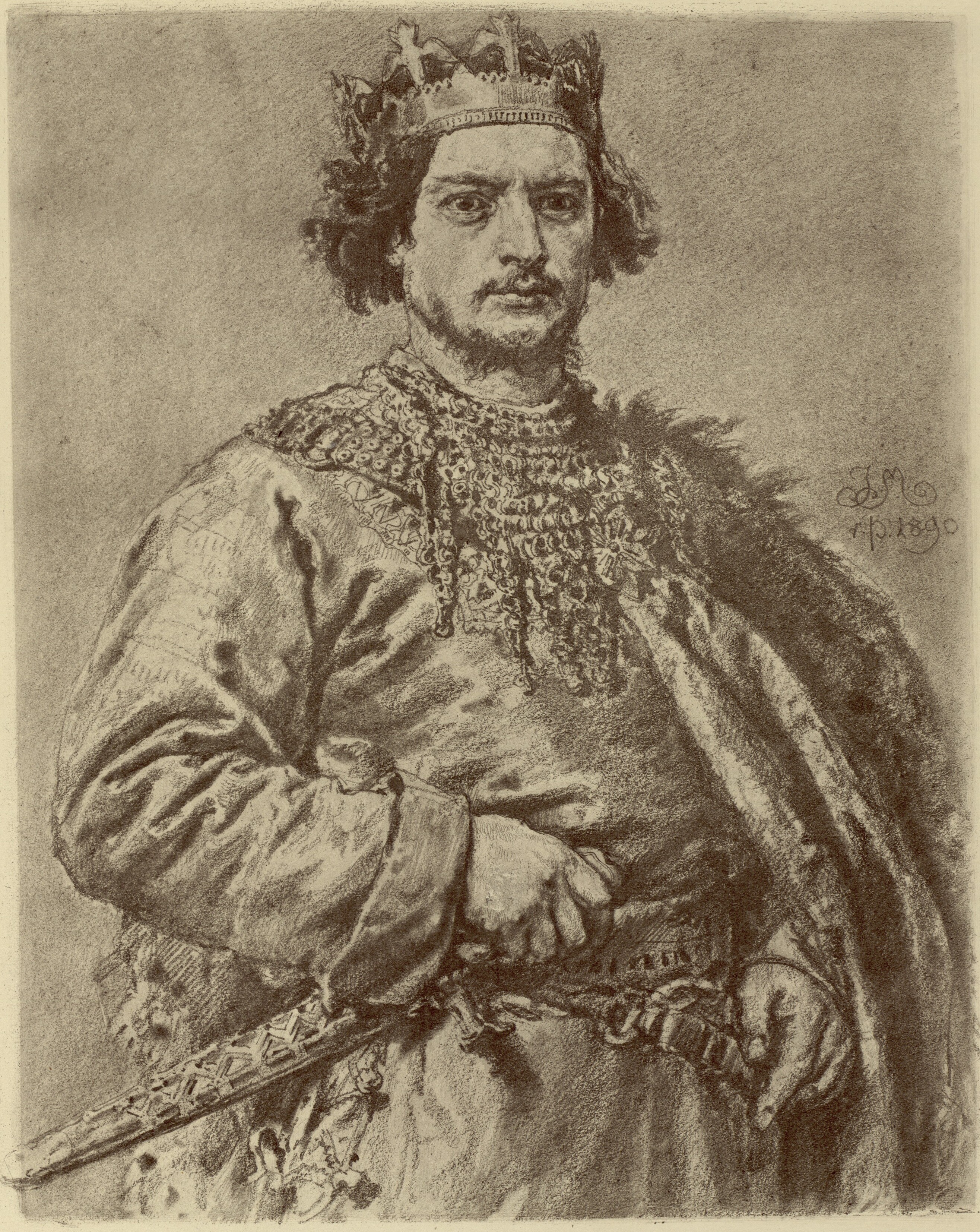
ボレスワフ2世
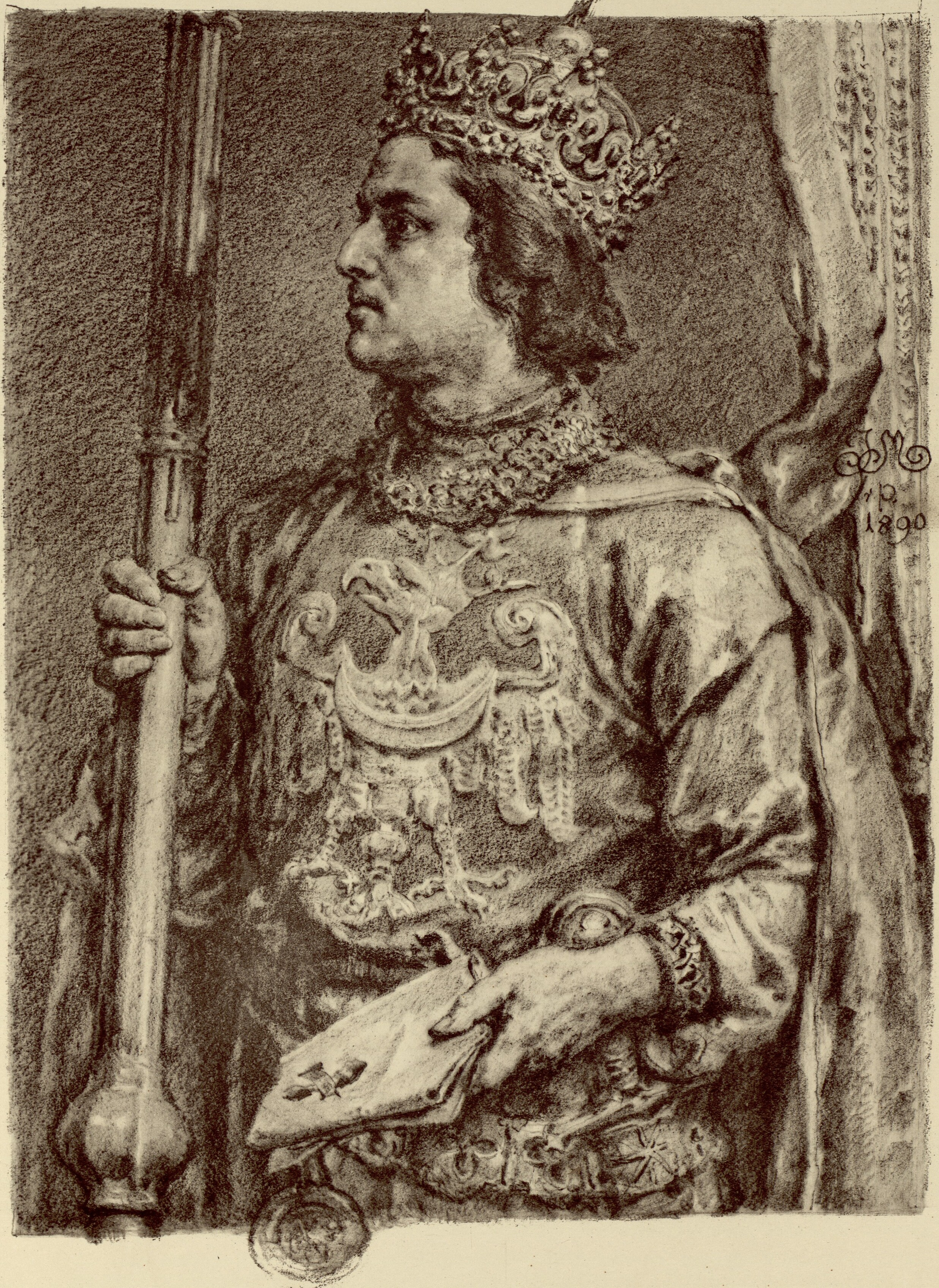
プシェミスウ2世
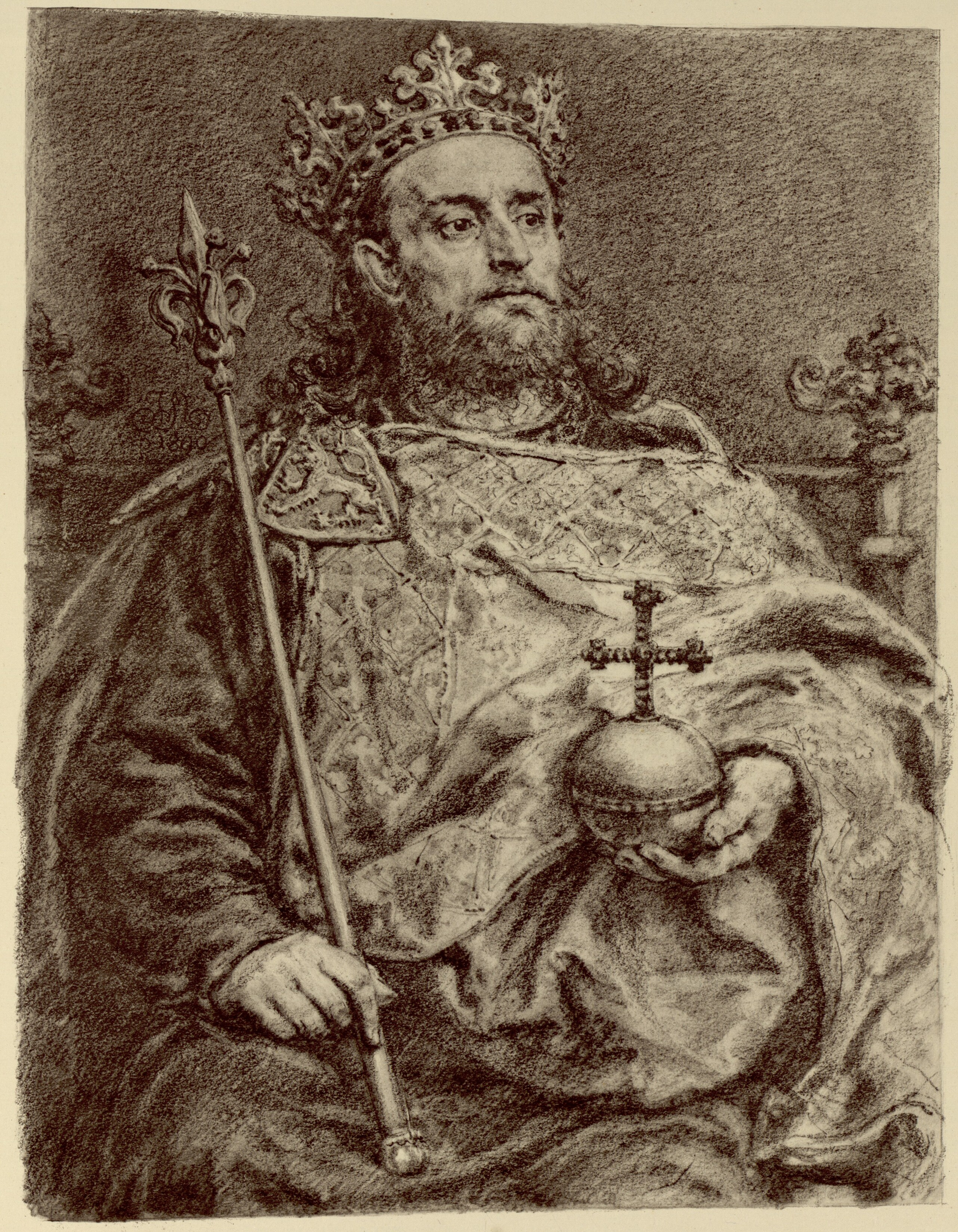
ヴァツワフ2世
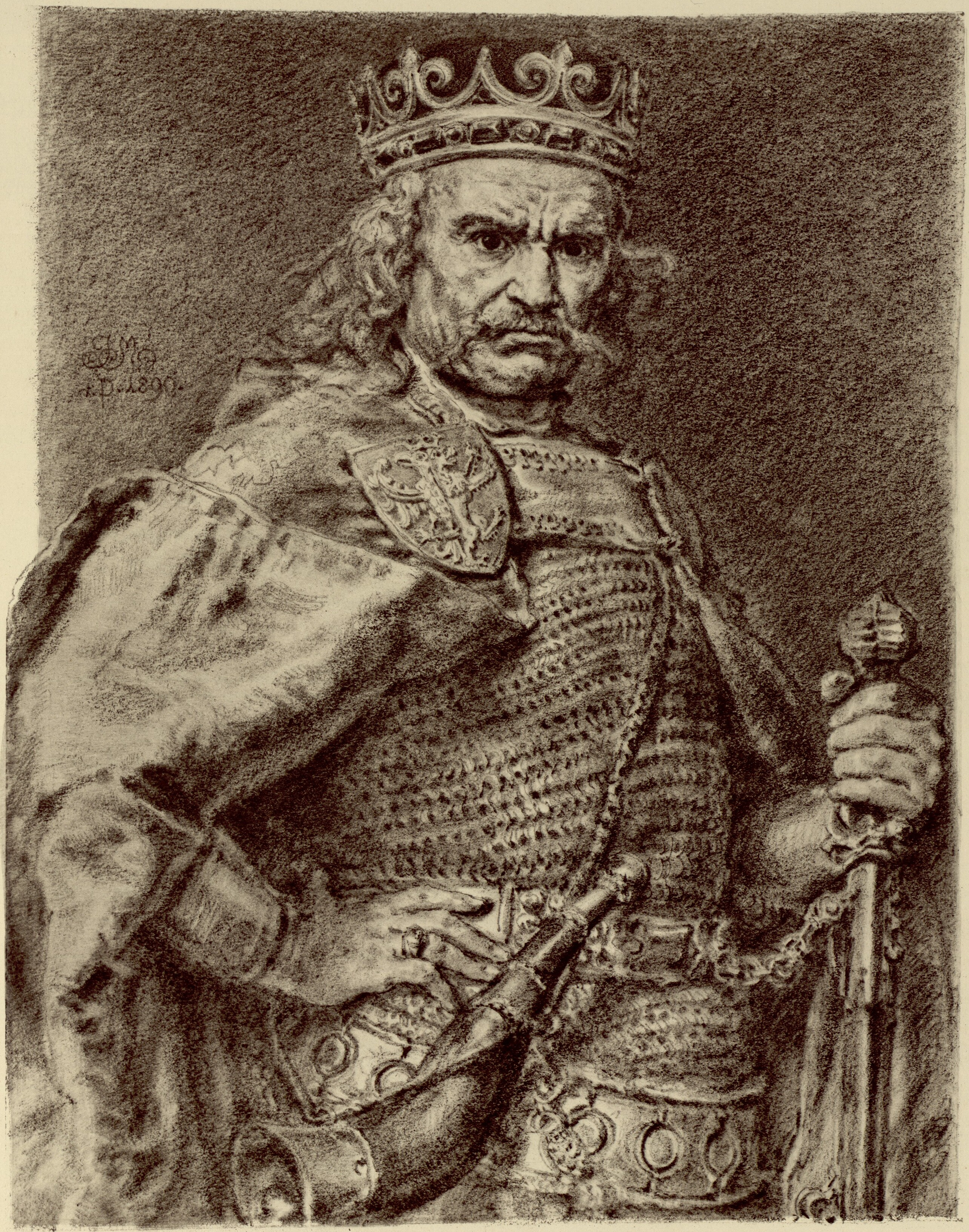
ヴワディスワフ1世
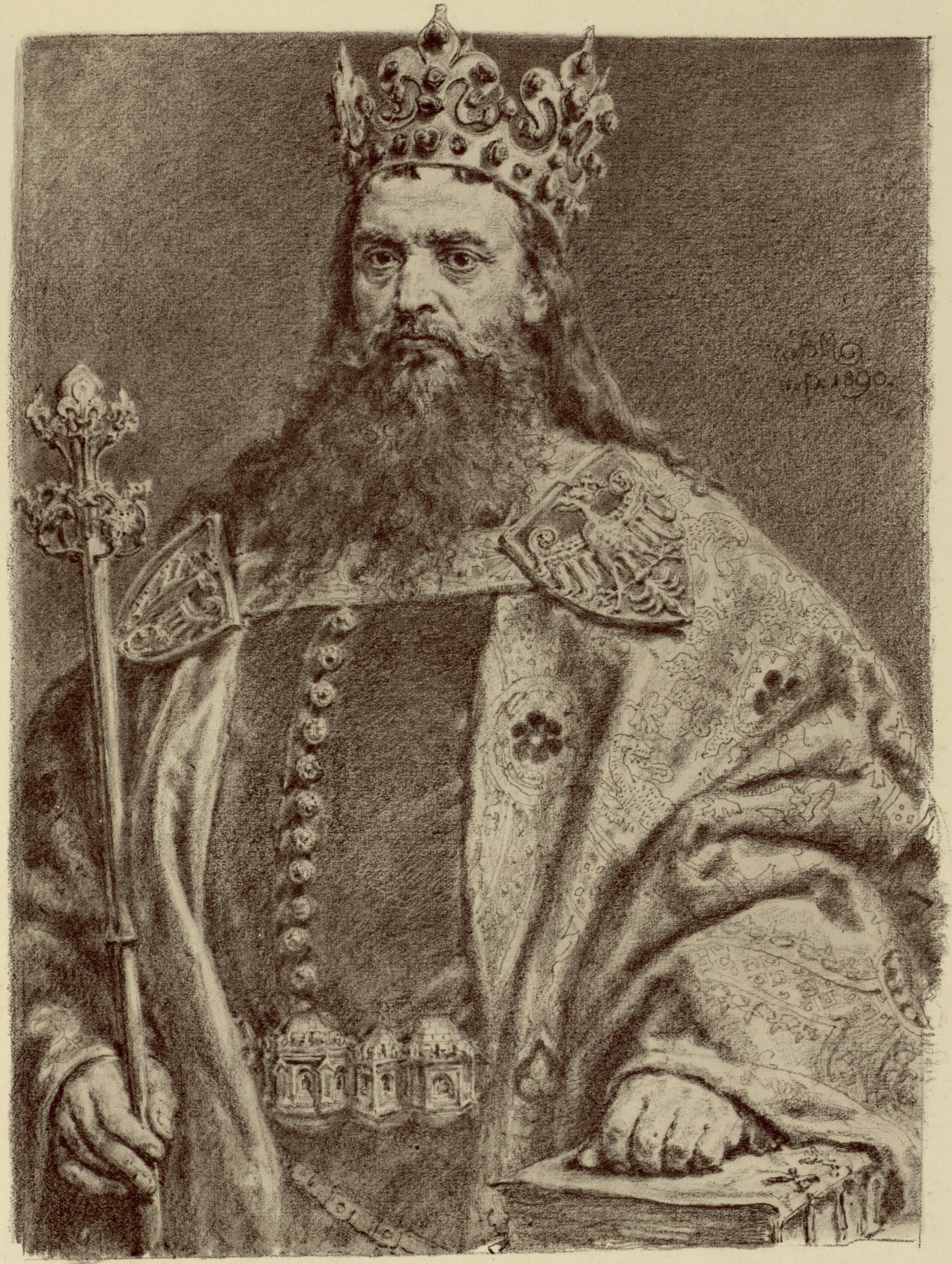
カジミェシュ3世
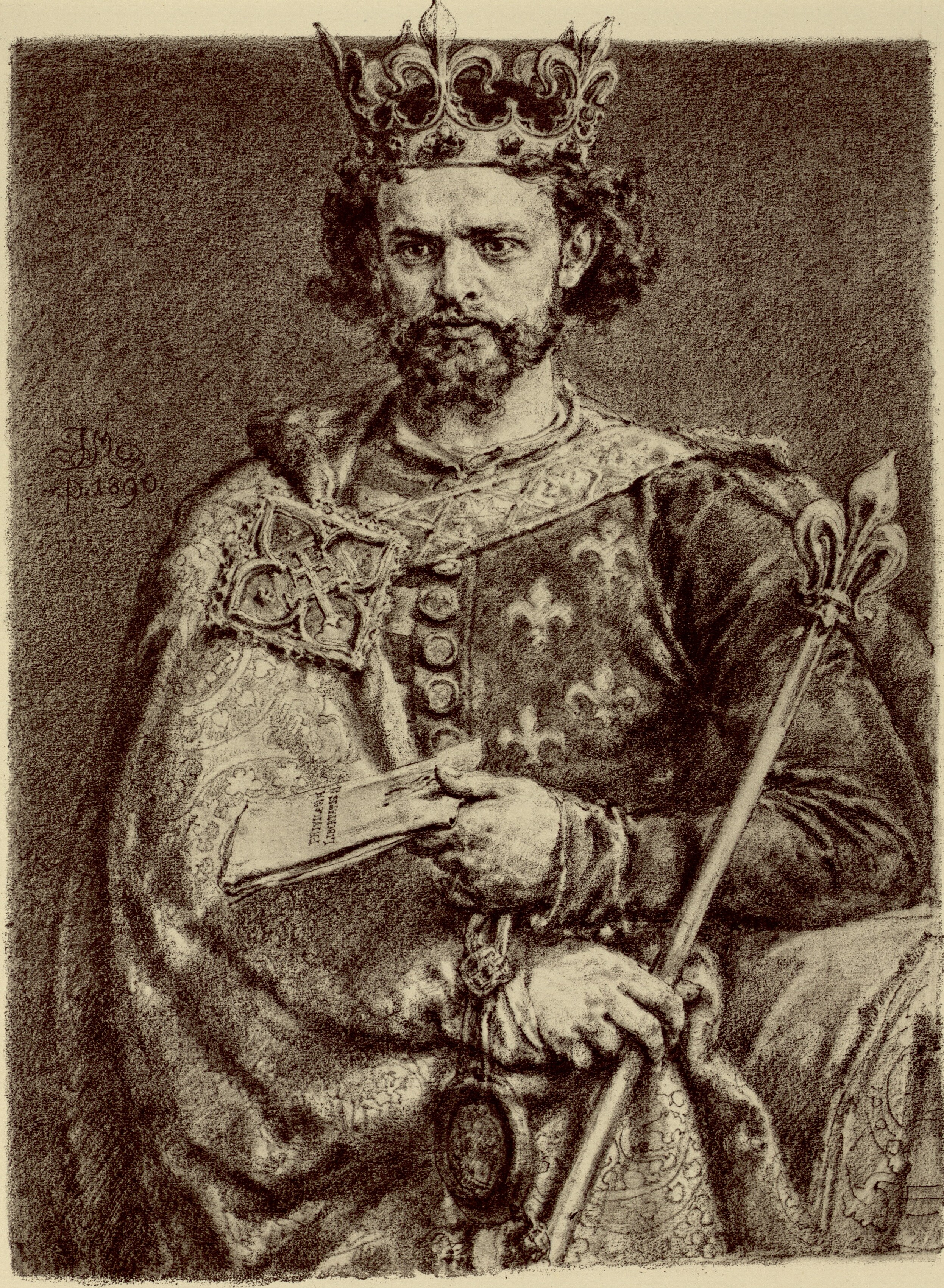
ルドヴィク1世
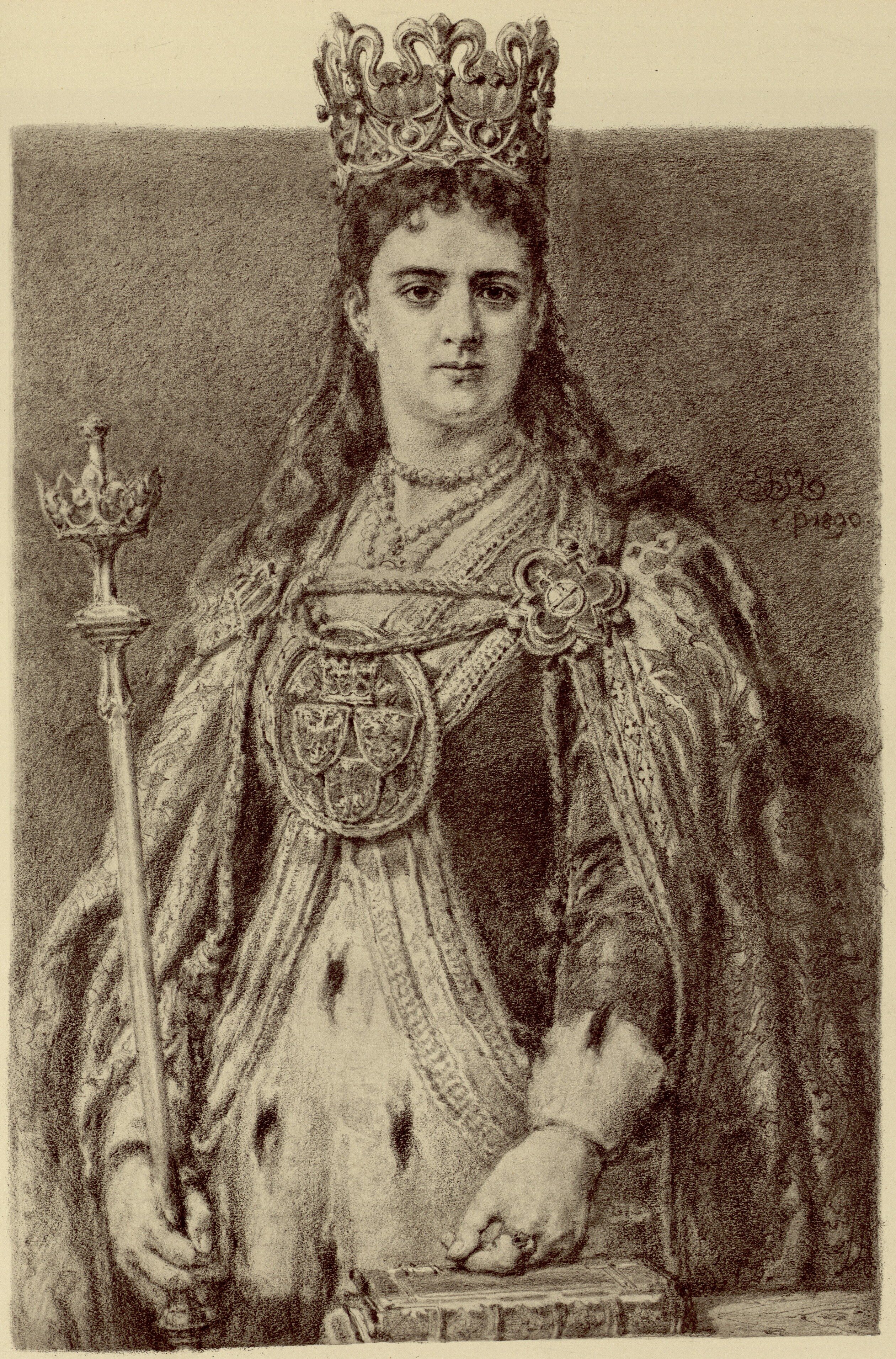
ヤドヴィガ
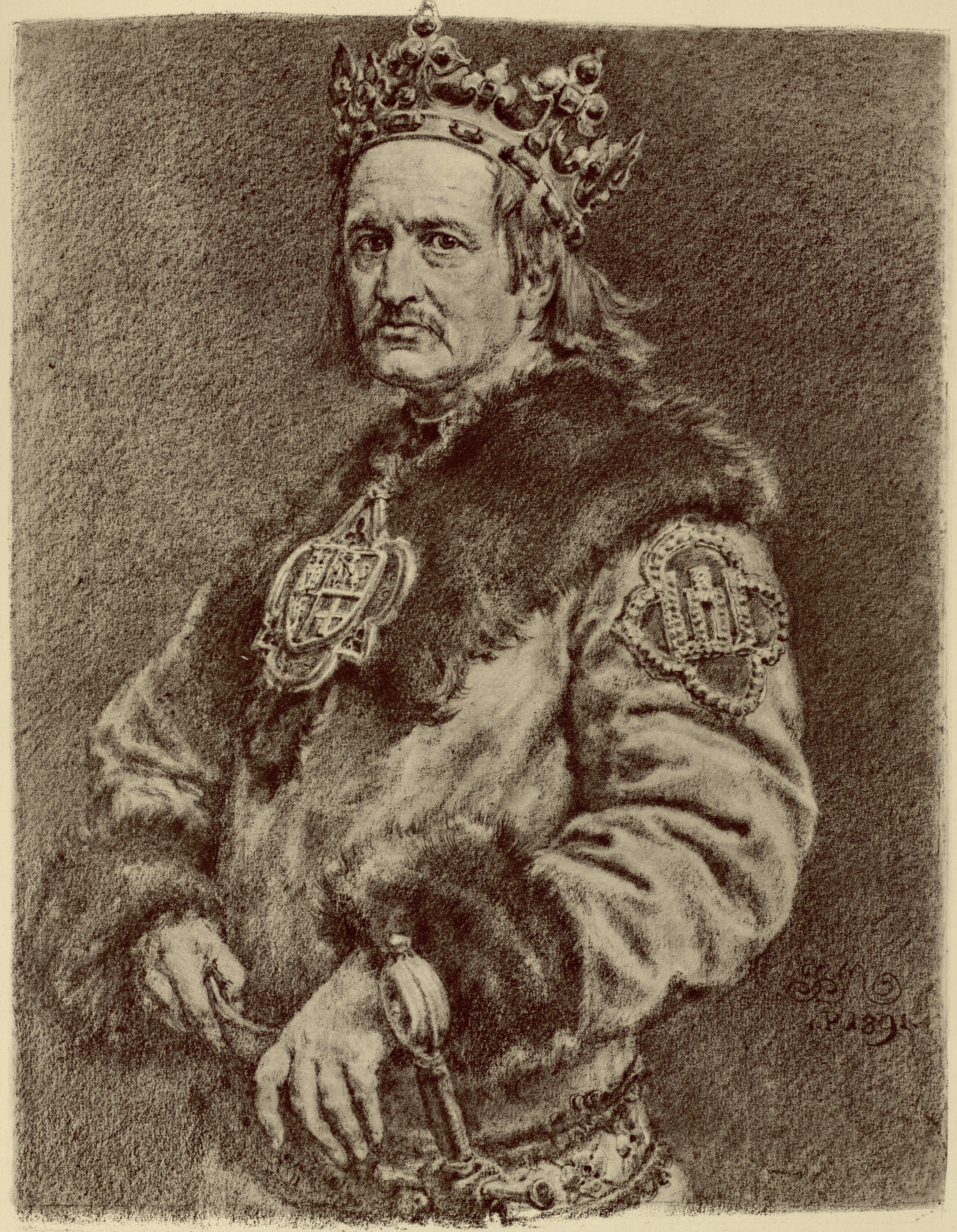
ヴワディスワフ2世
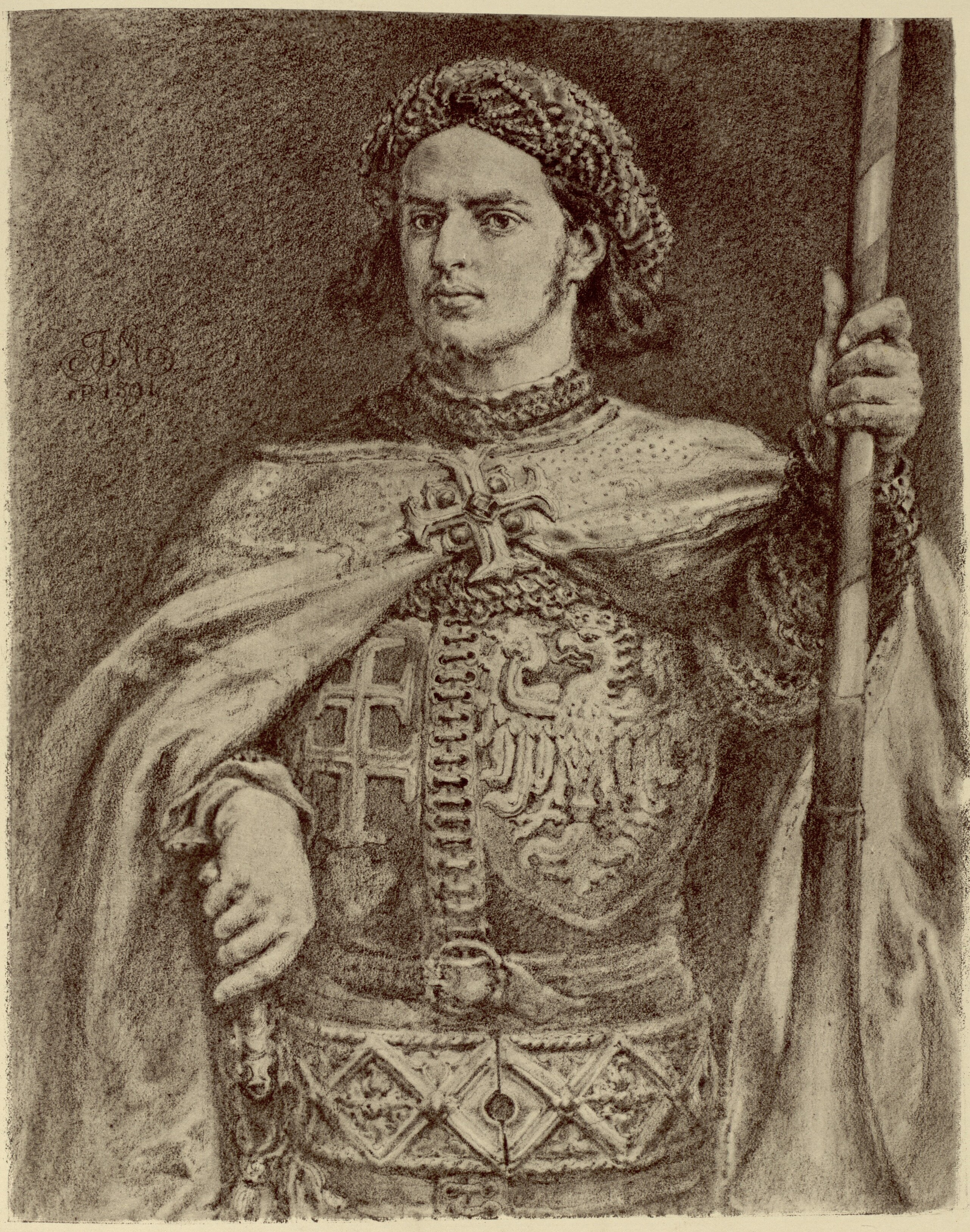
ヴワディスワフ3世
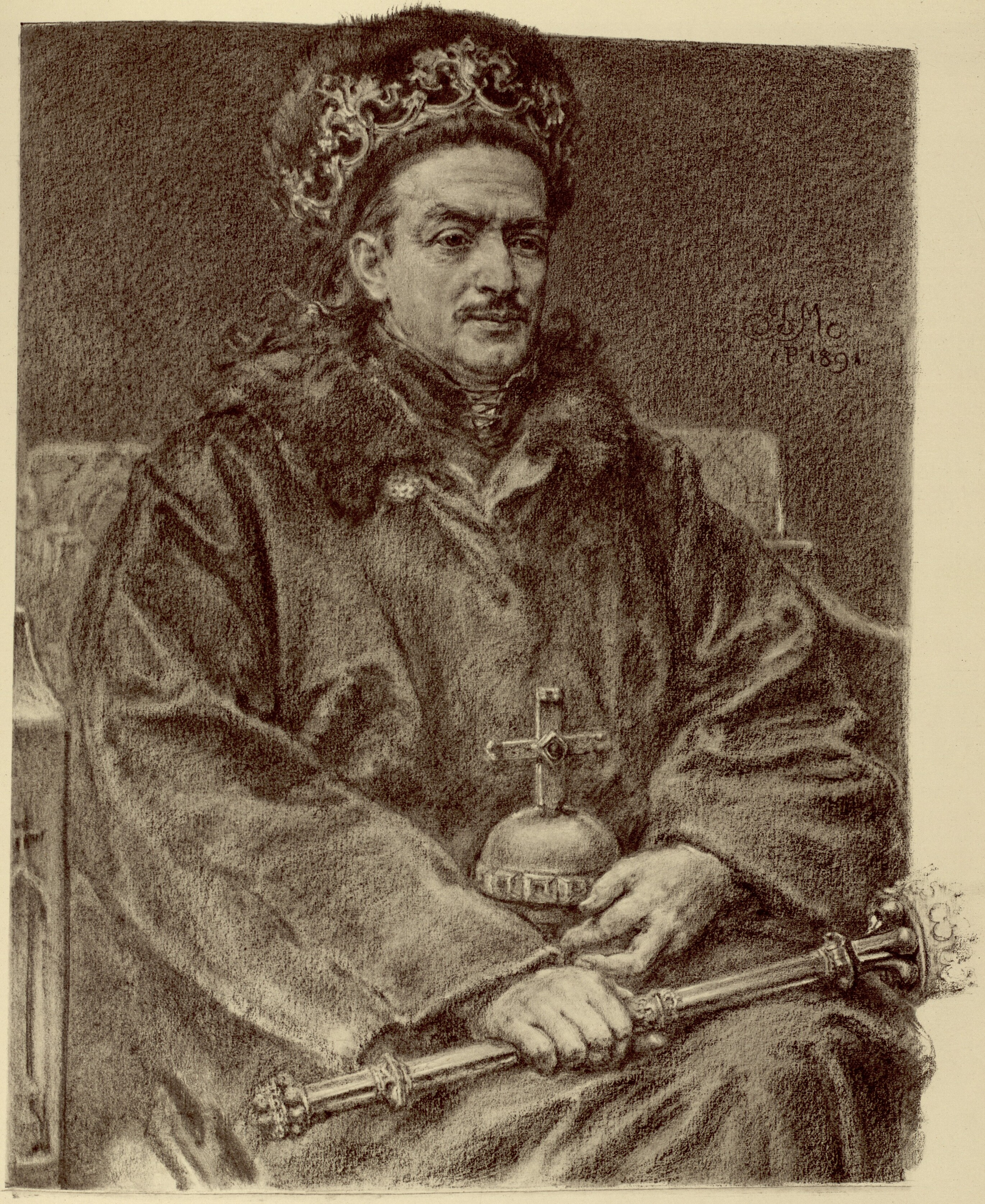
カジミェシュ4世
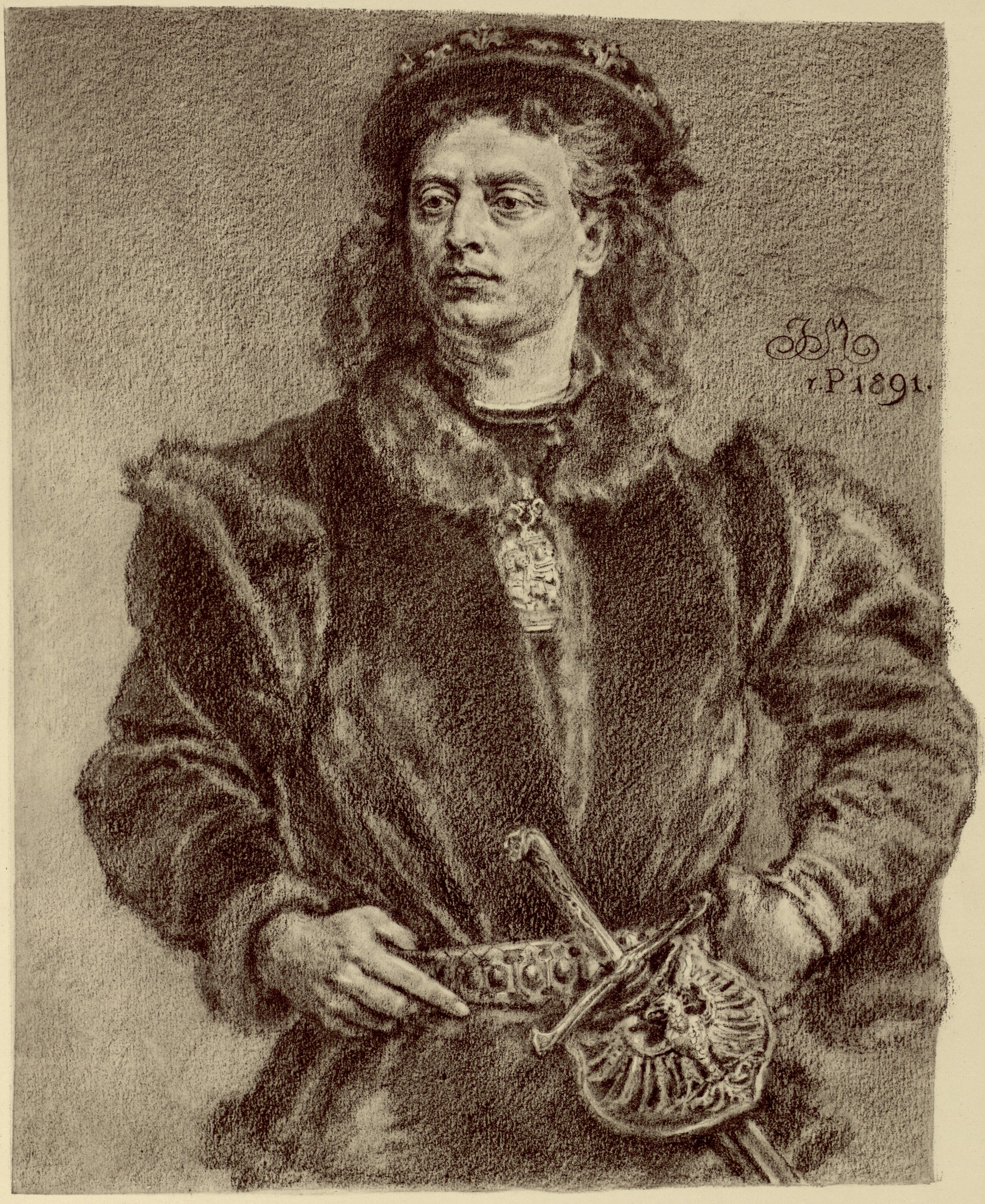
ヤン1世
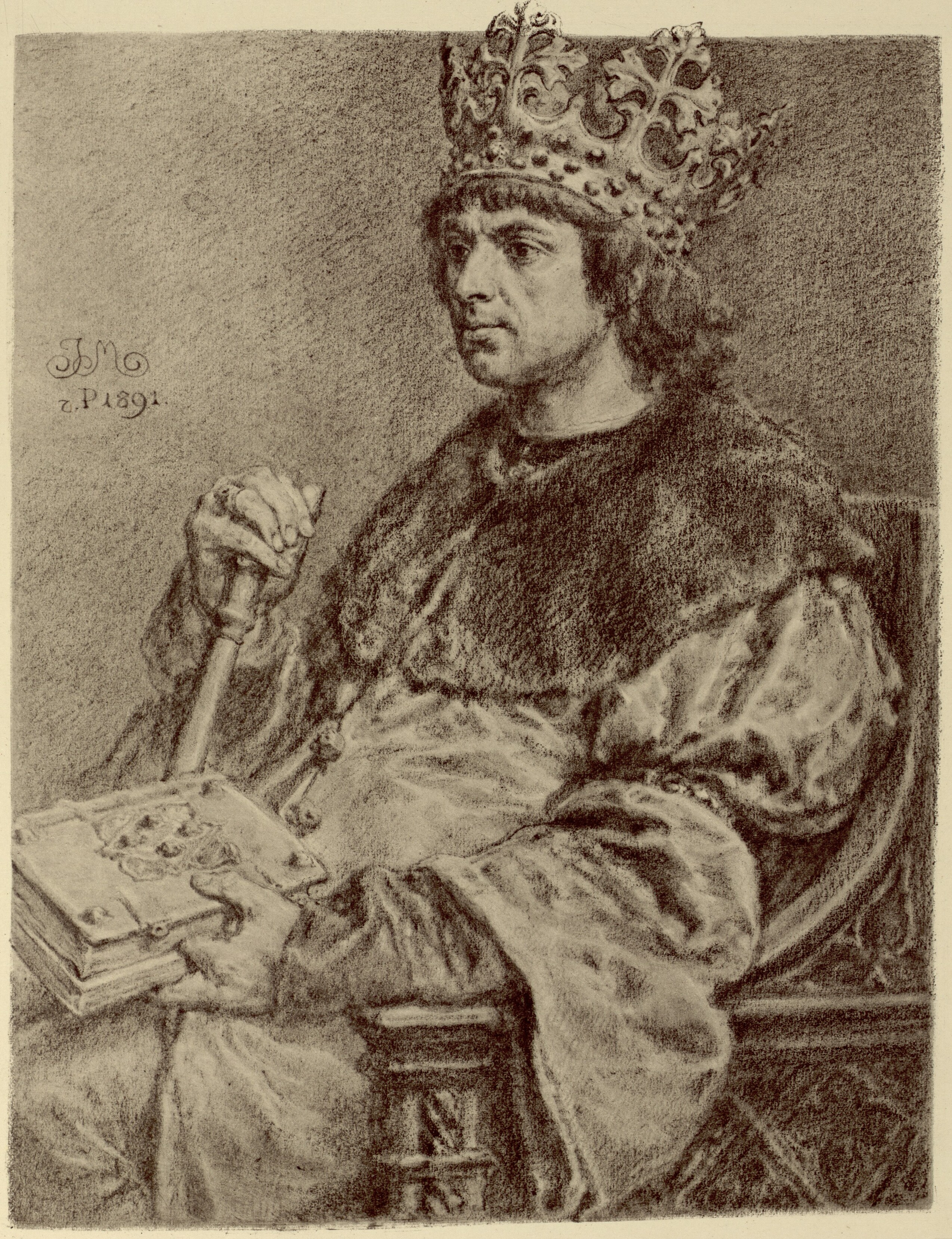
アレクサンデル
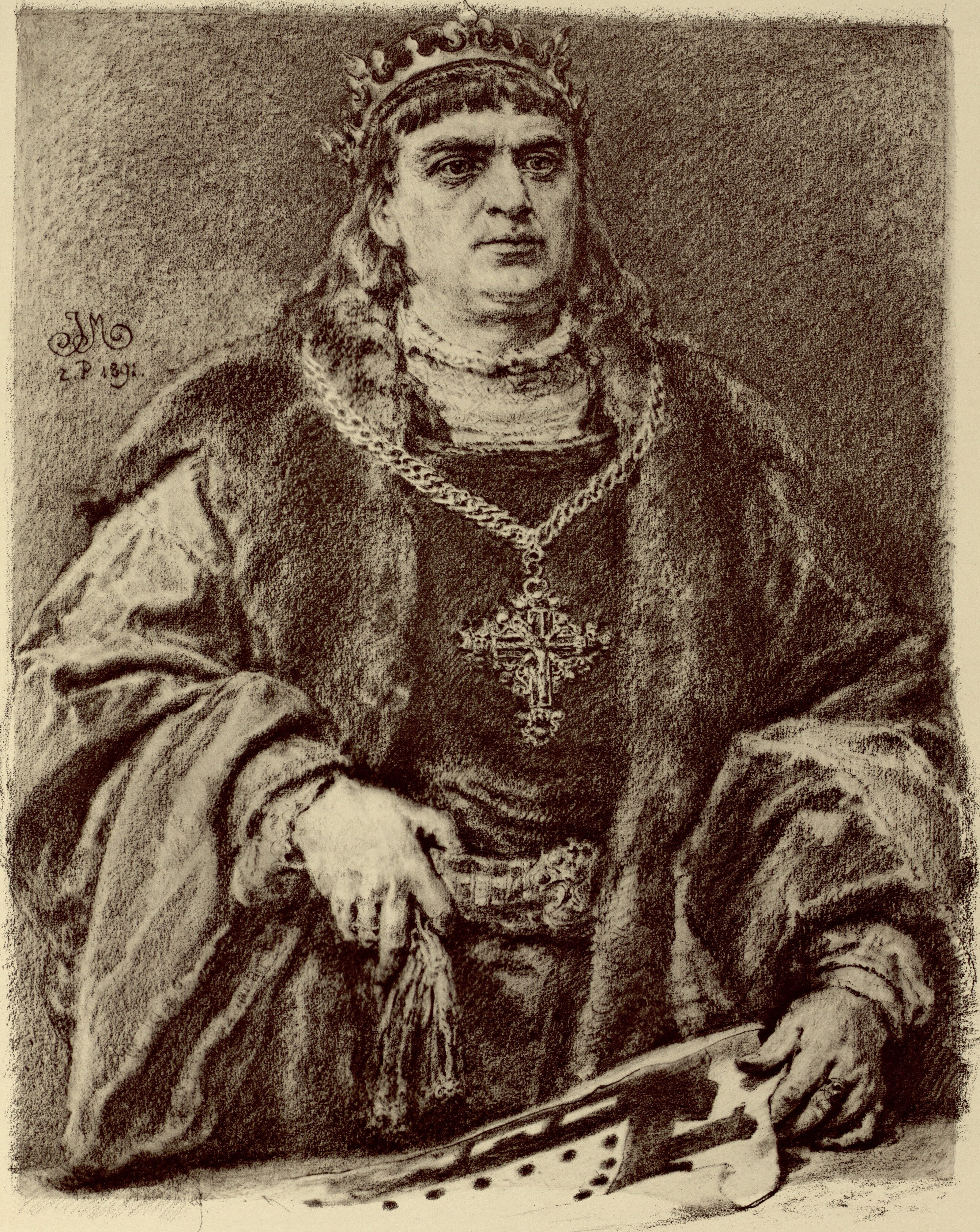
ジグムント1世
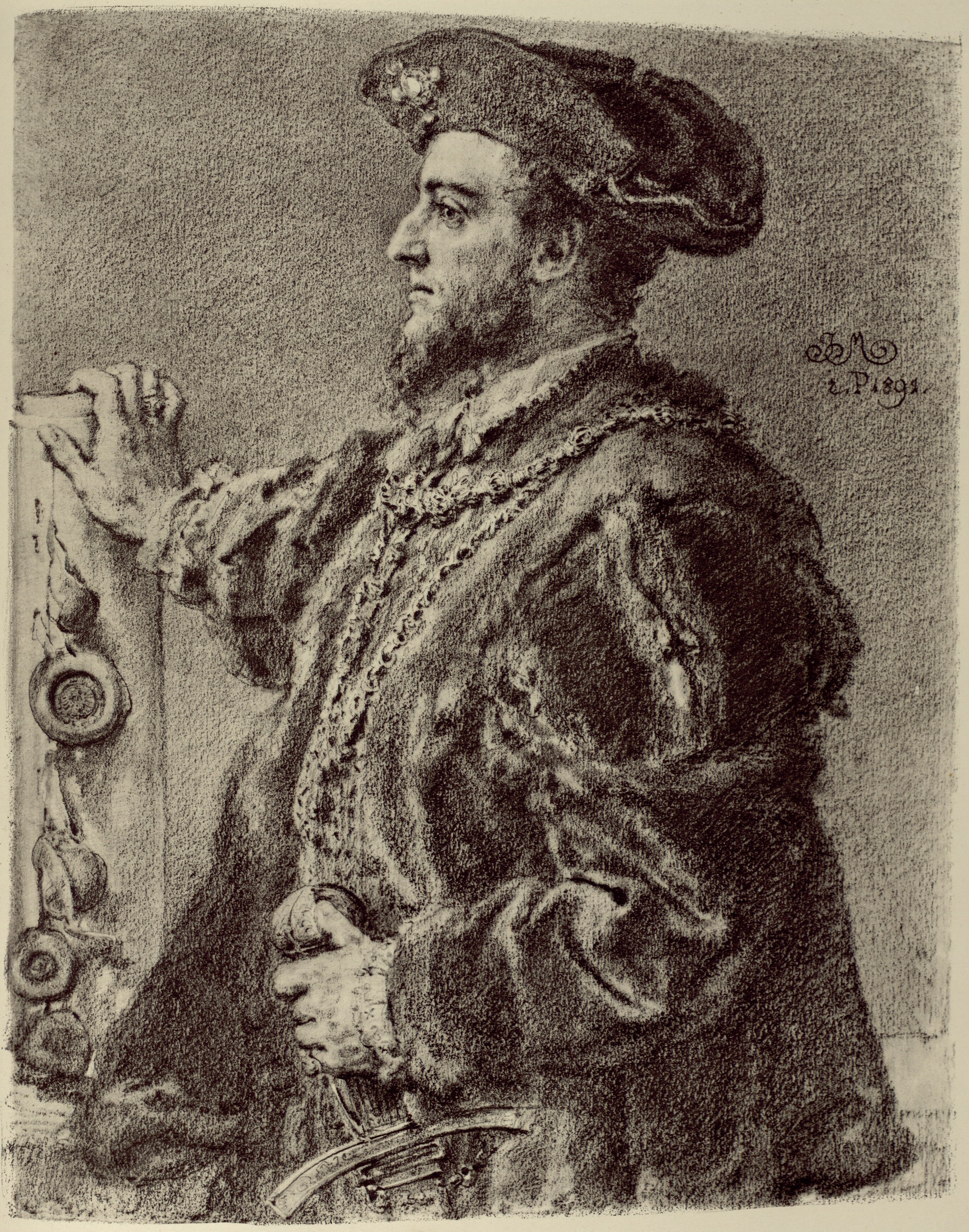
ジグムント2世
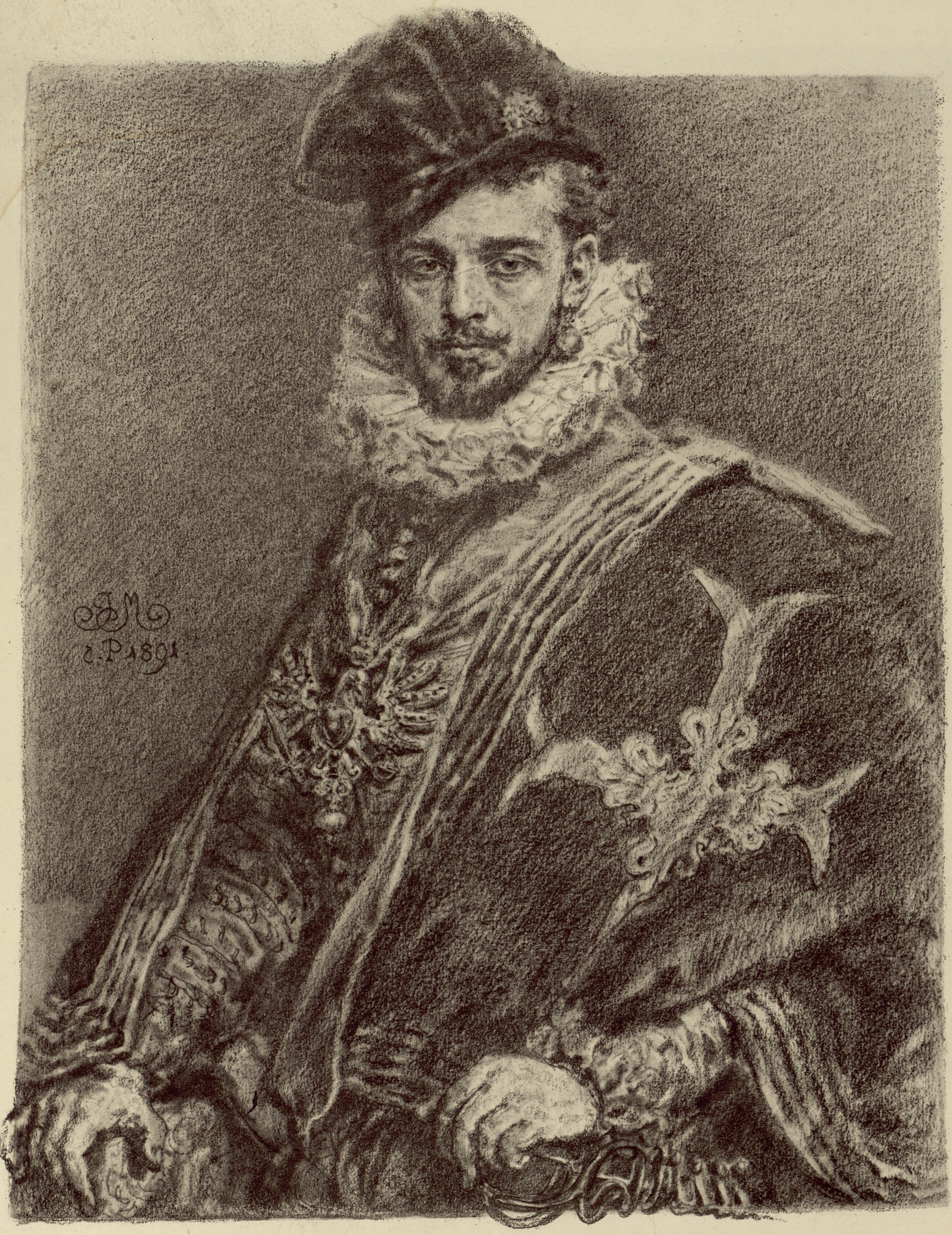
ヘンリク・ヴァレジィ
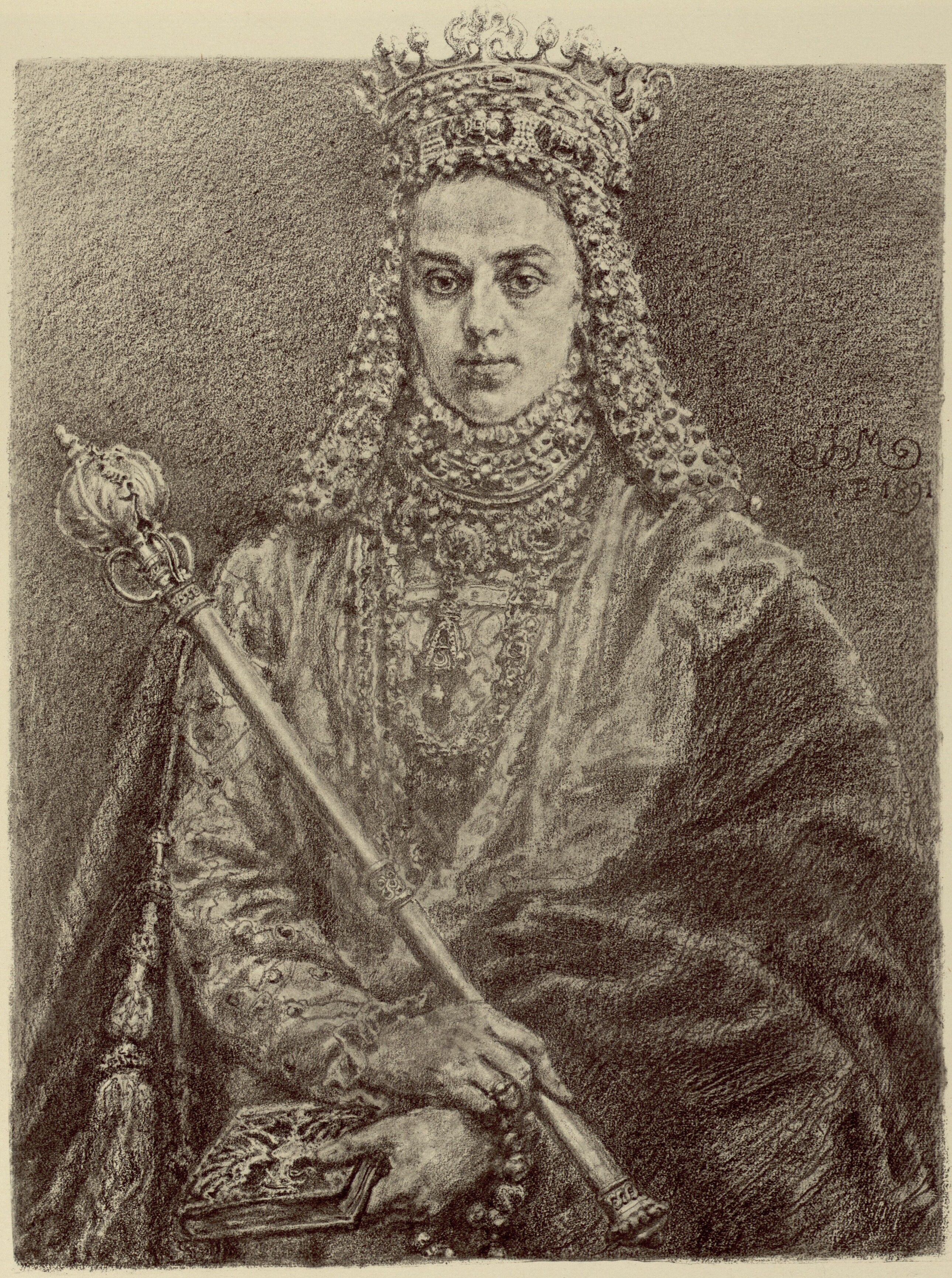
アンナ
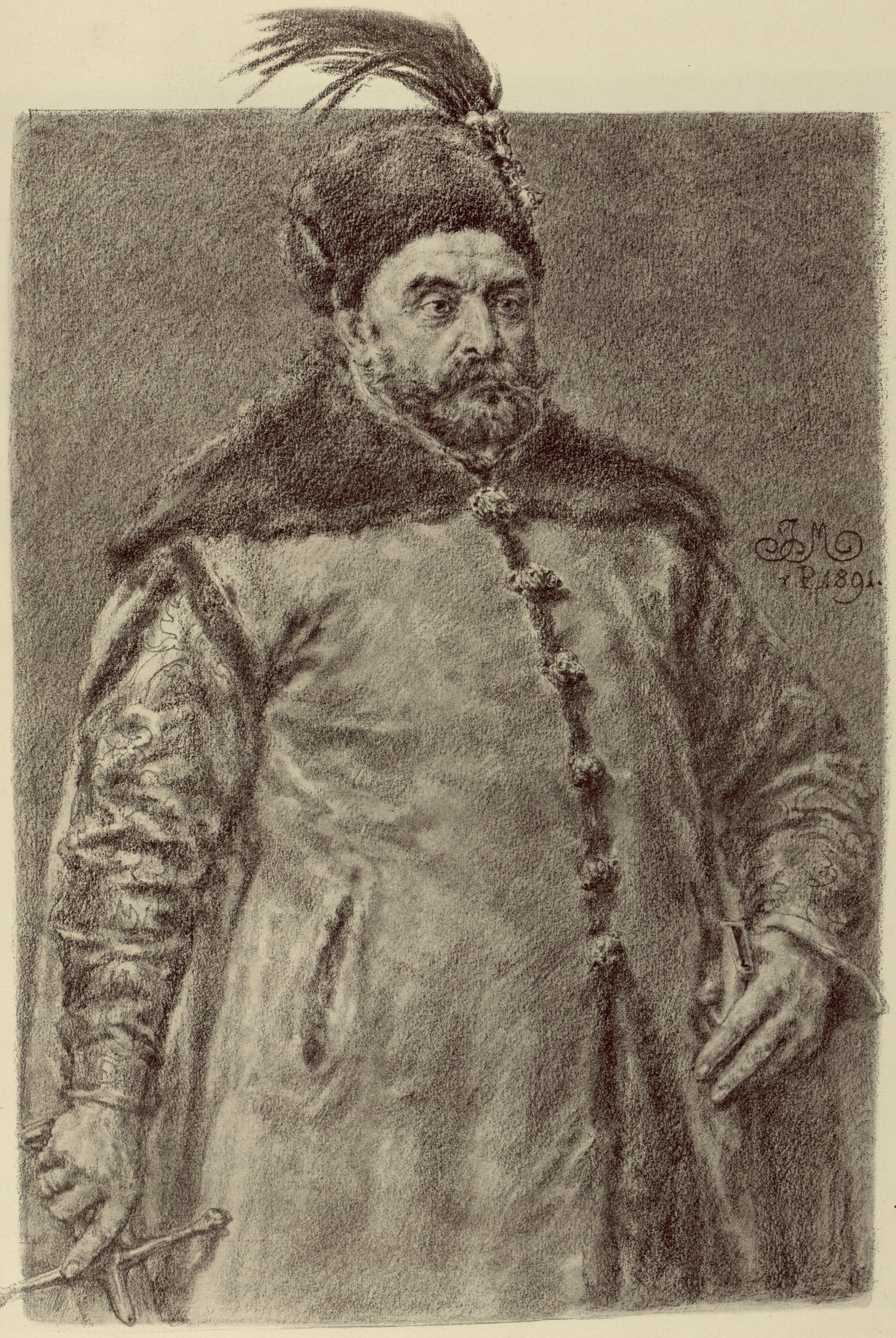
ステファン・バートリ
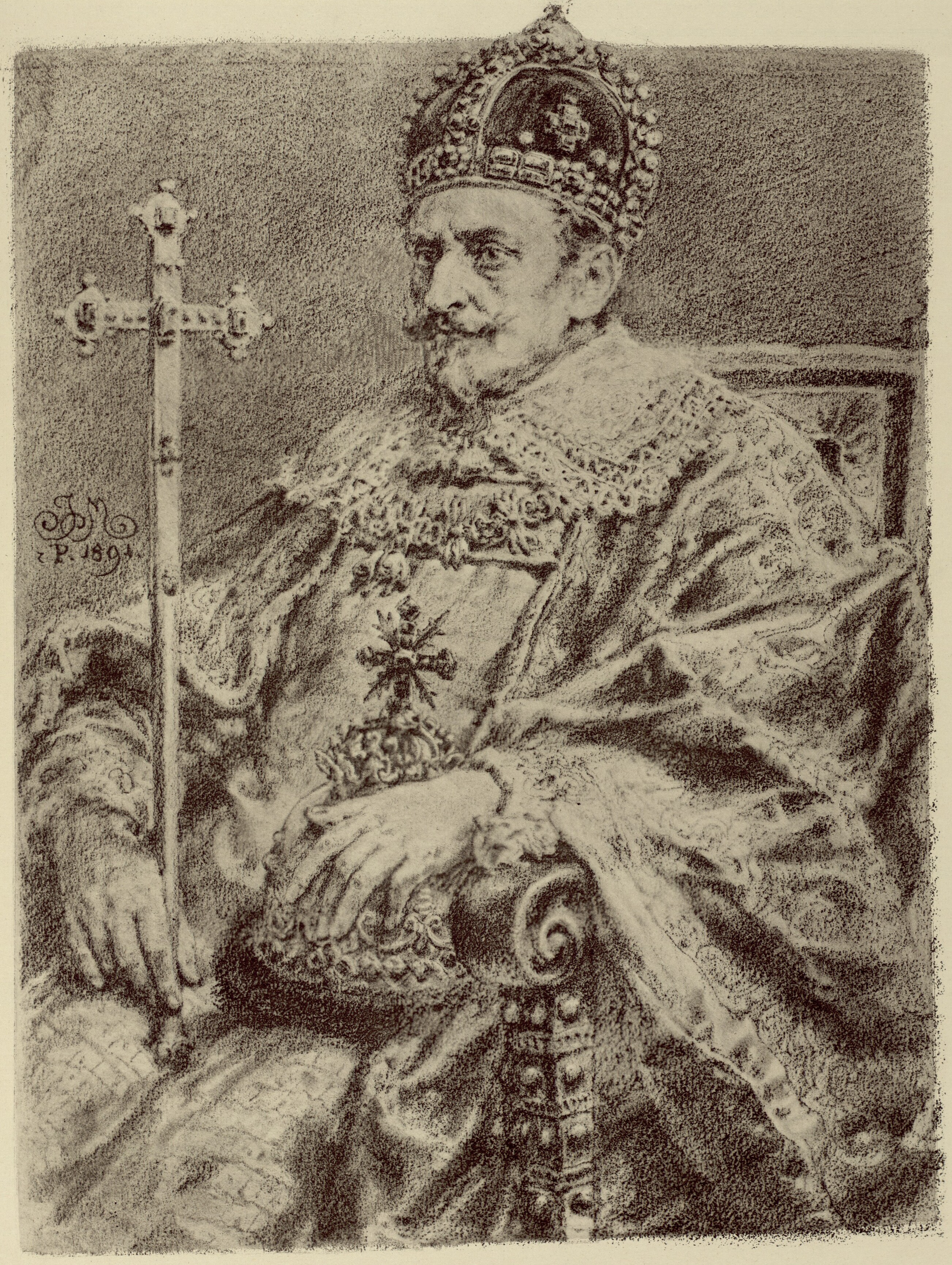
ジグムント3世
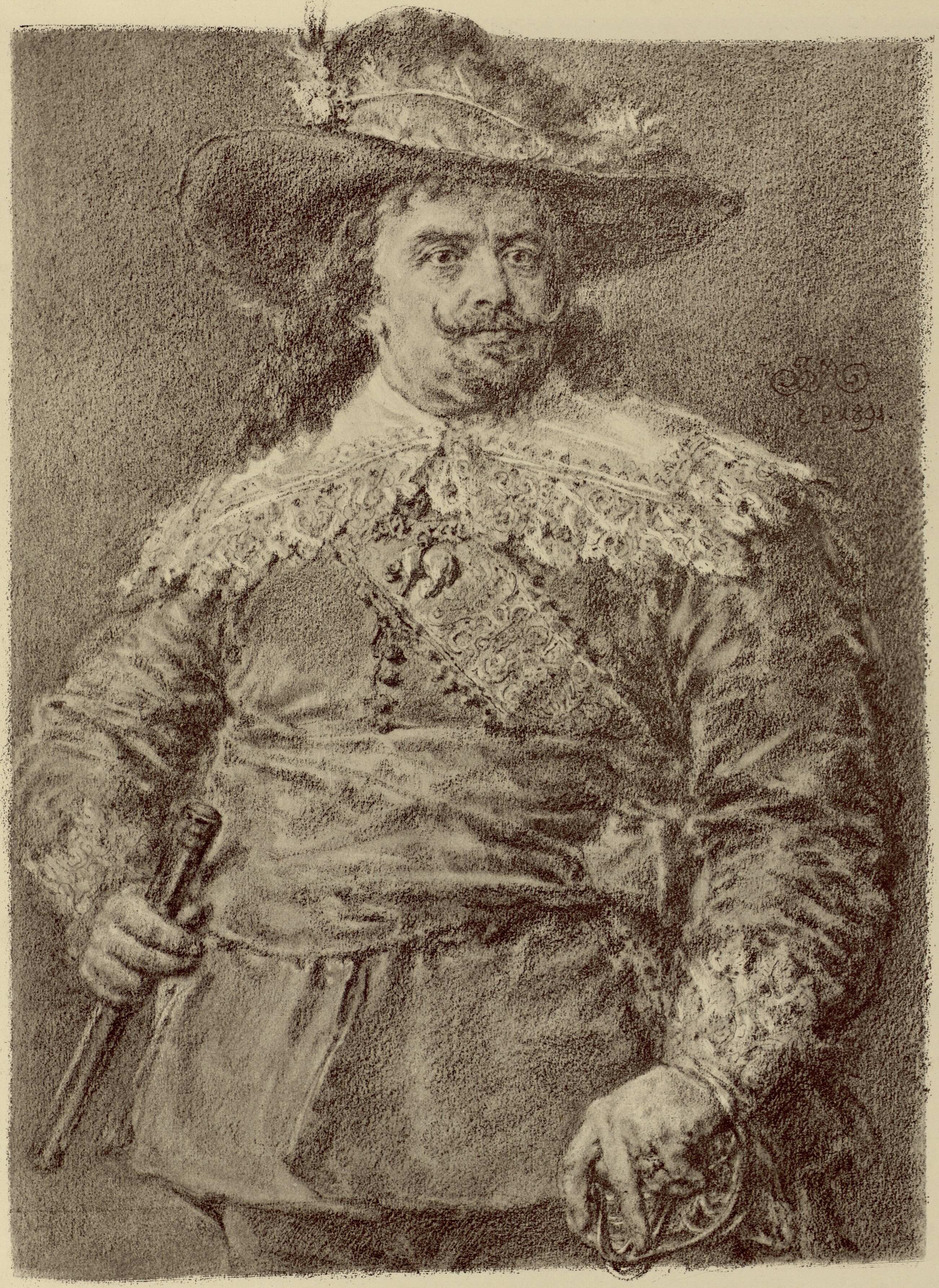
ヴワディスワフ4世
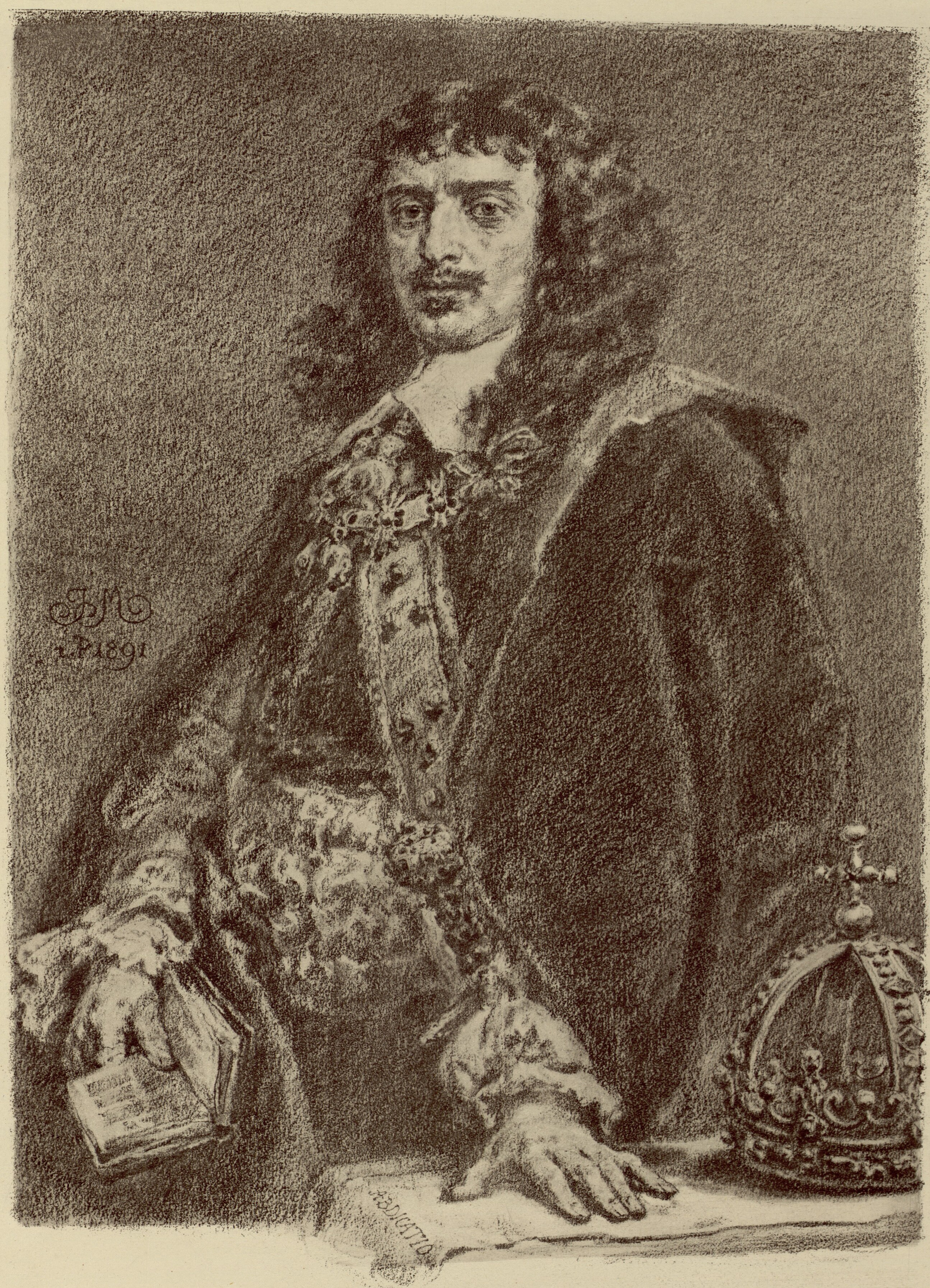
ヤン2世
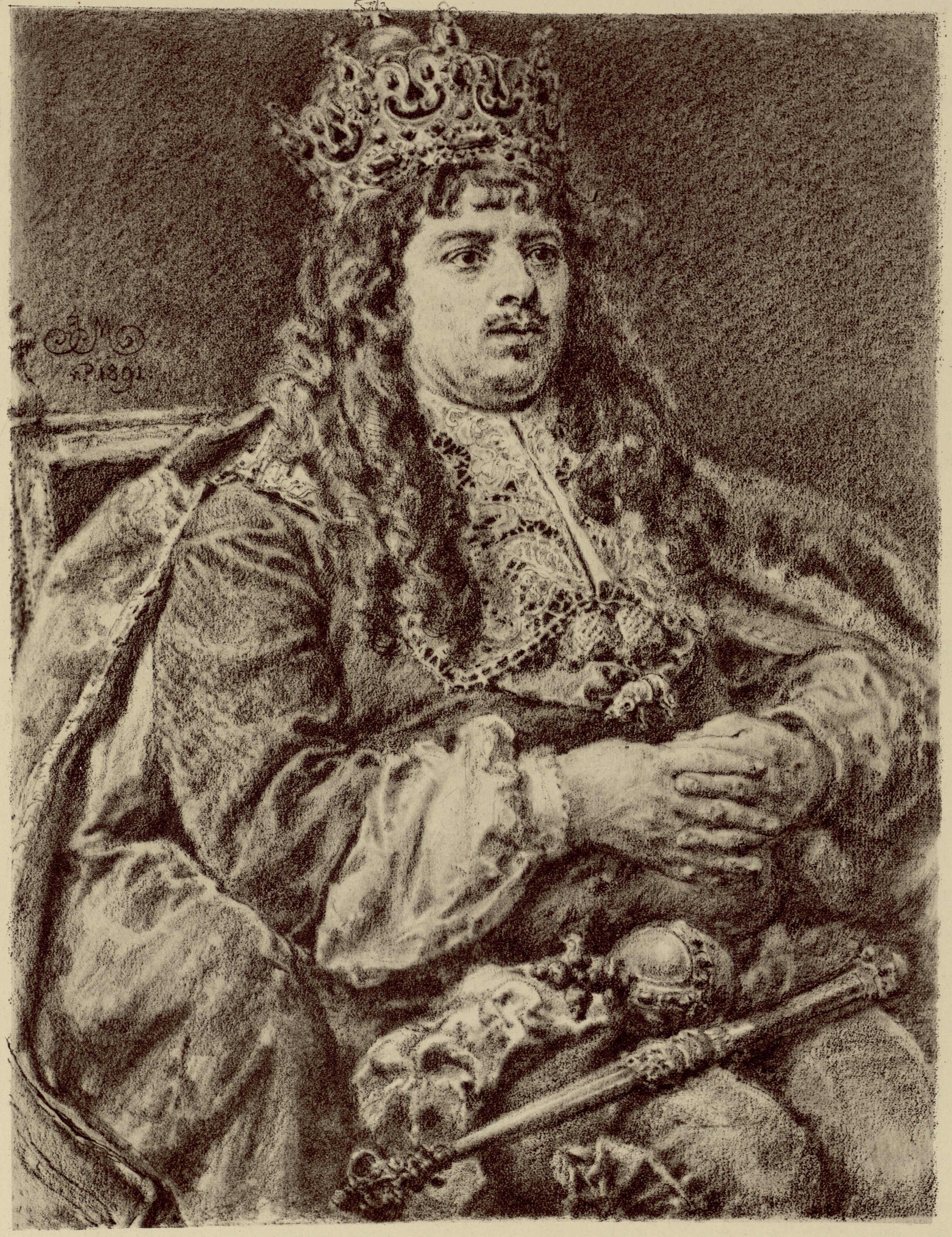
ミハウ・コリブト・ヴィシニョヴィエツキ
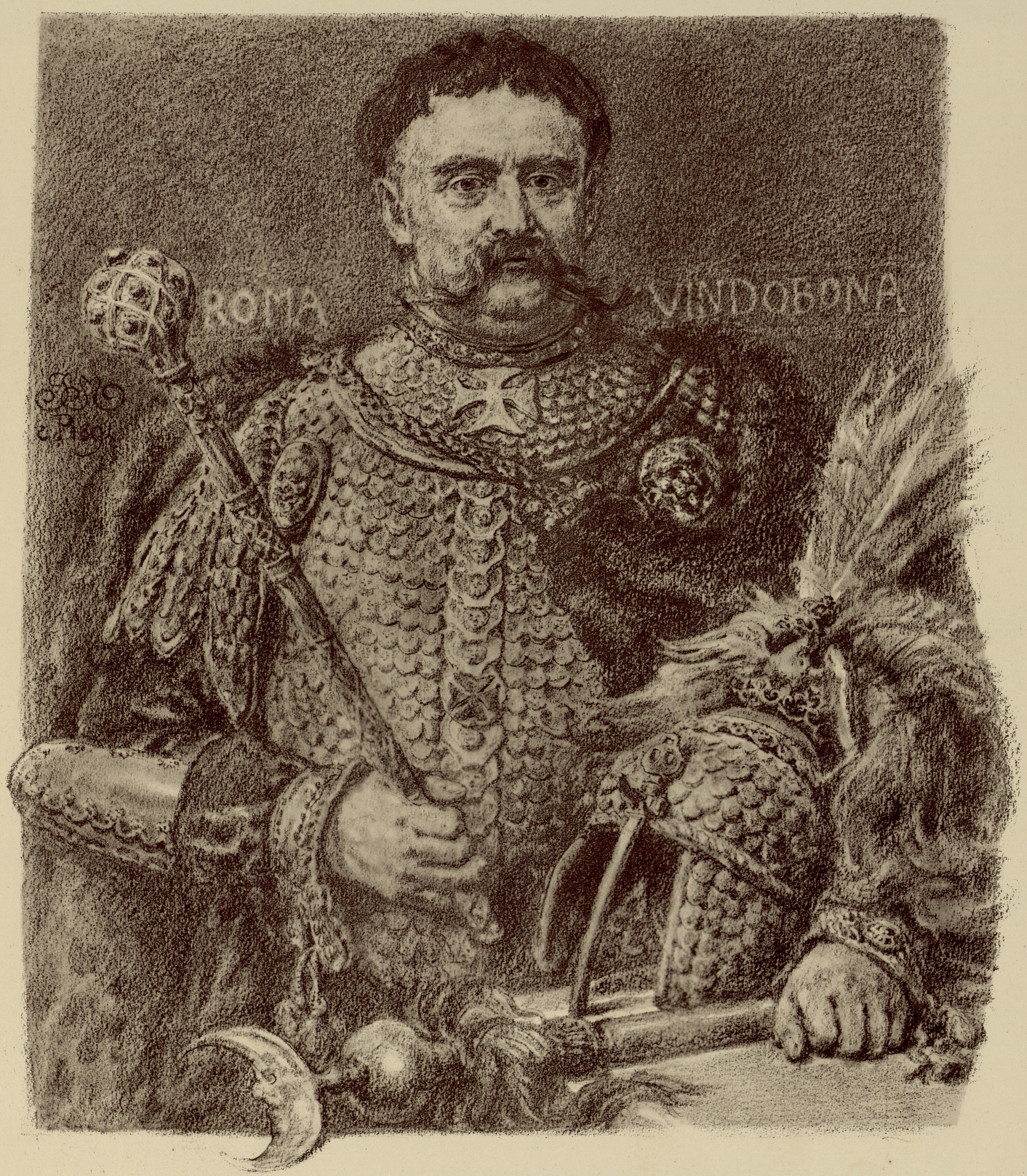
ヤン3世
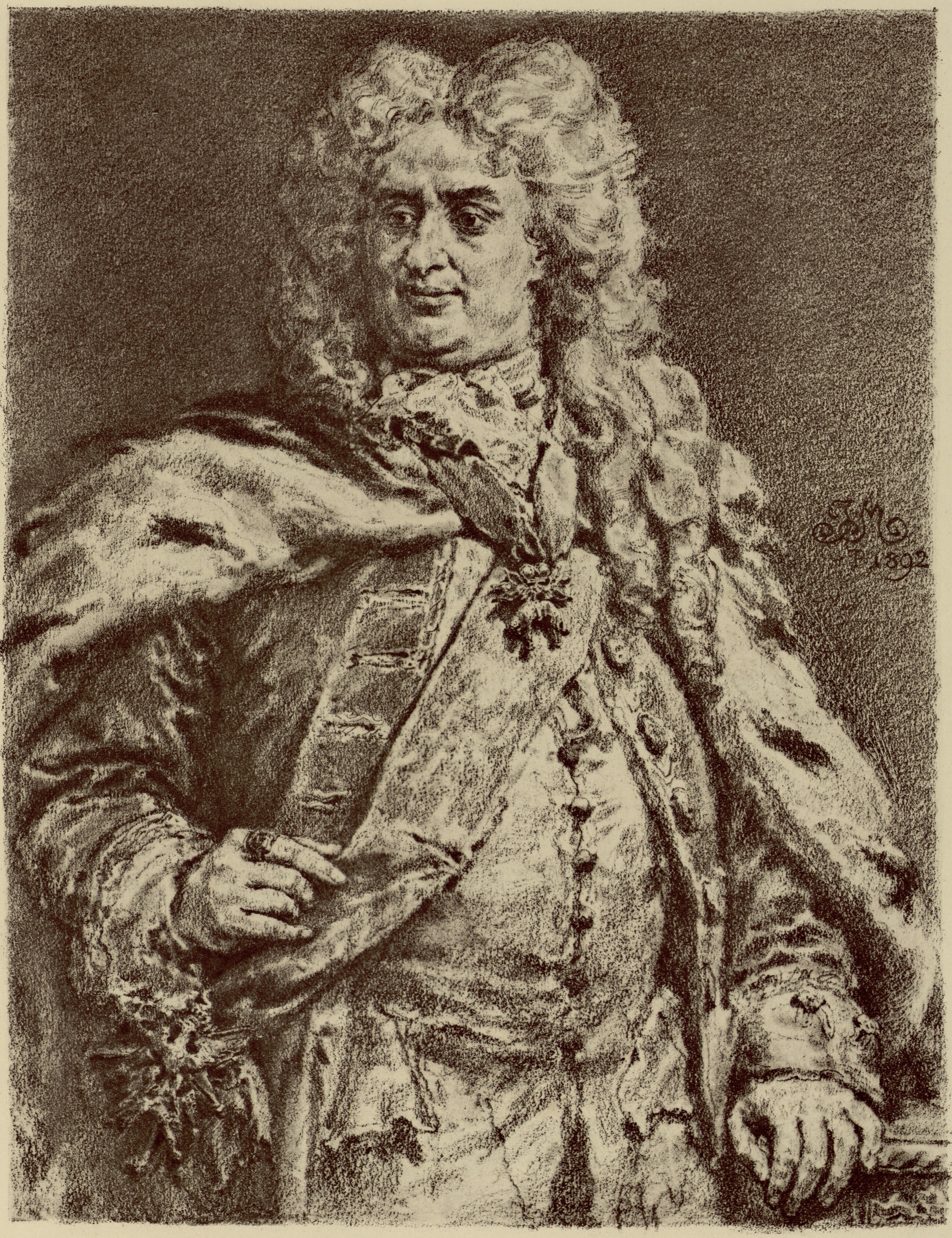
アウグスト2世
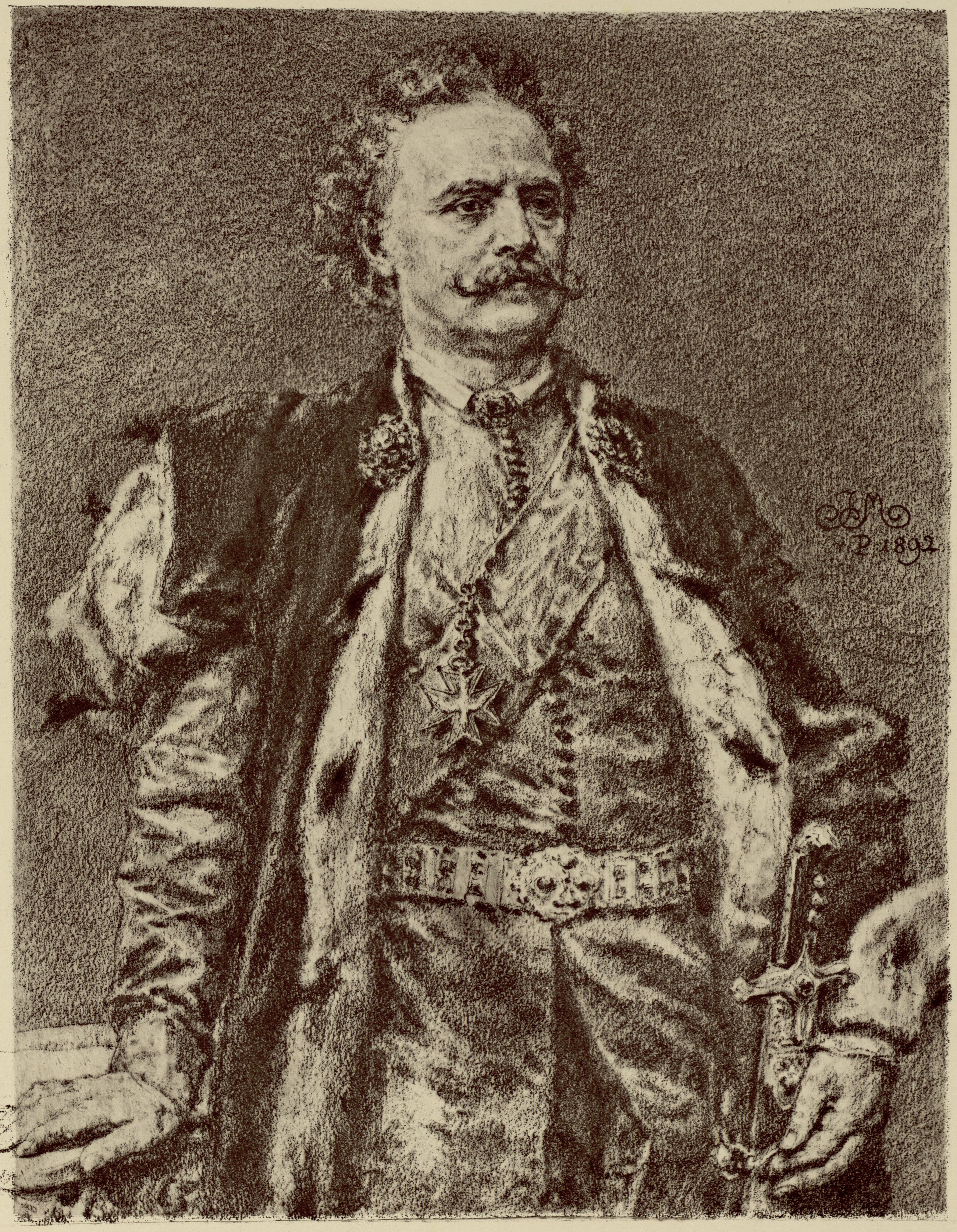
スタニスワフ・レシチニスキ
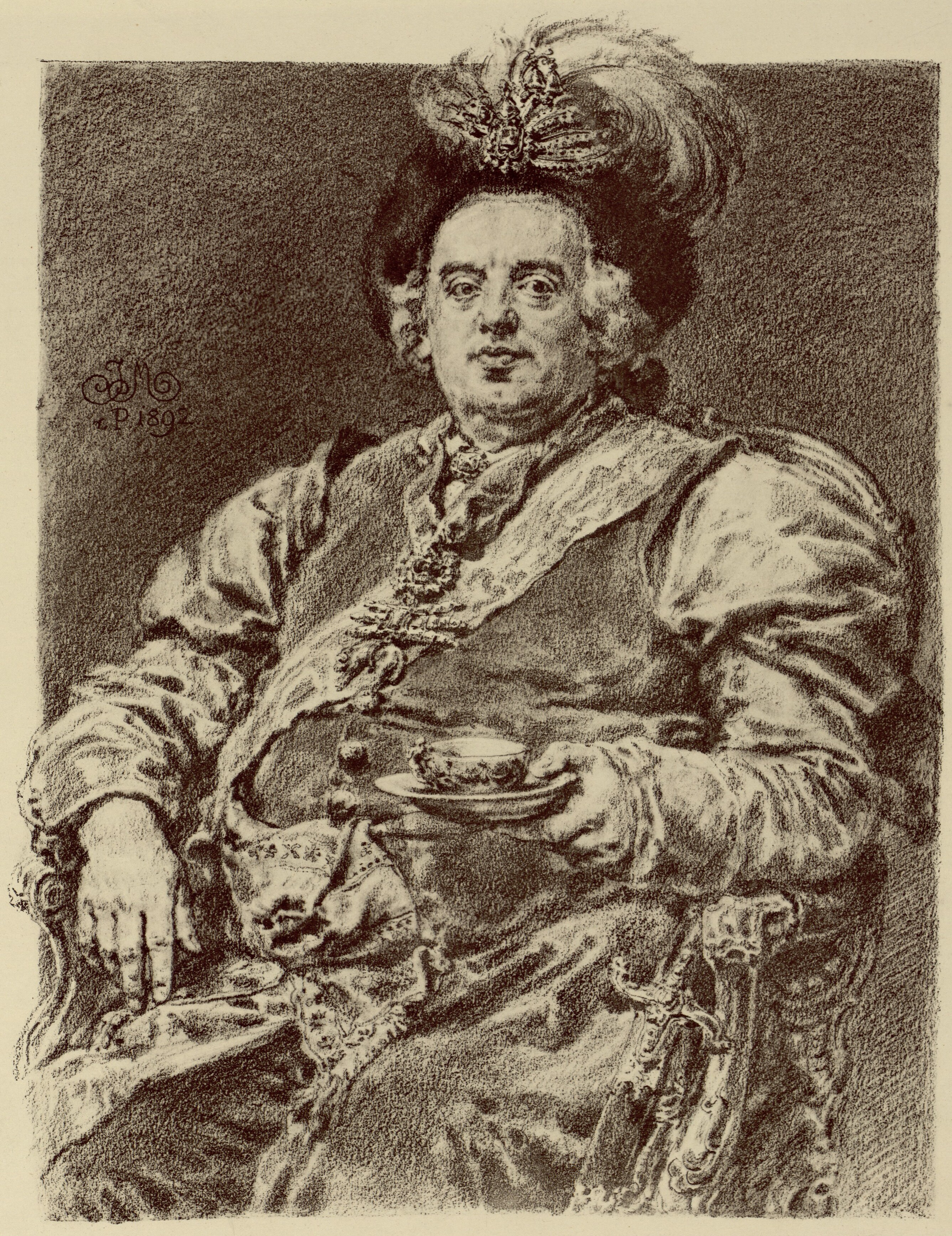
アウグスト3世
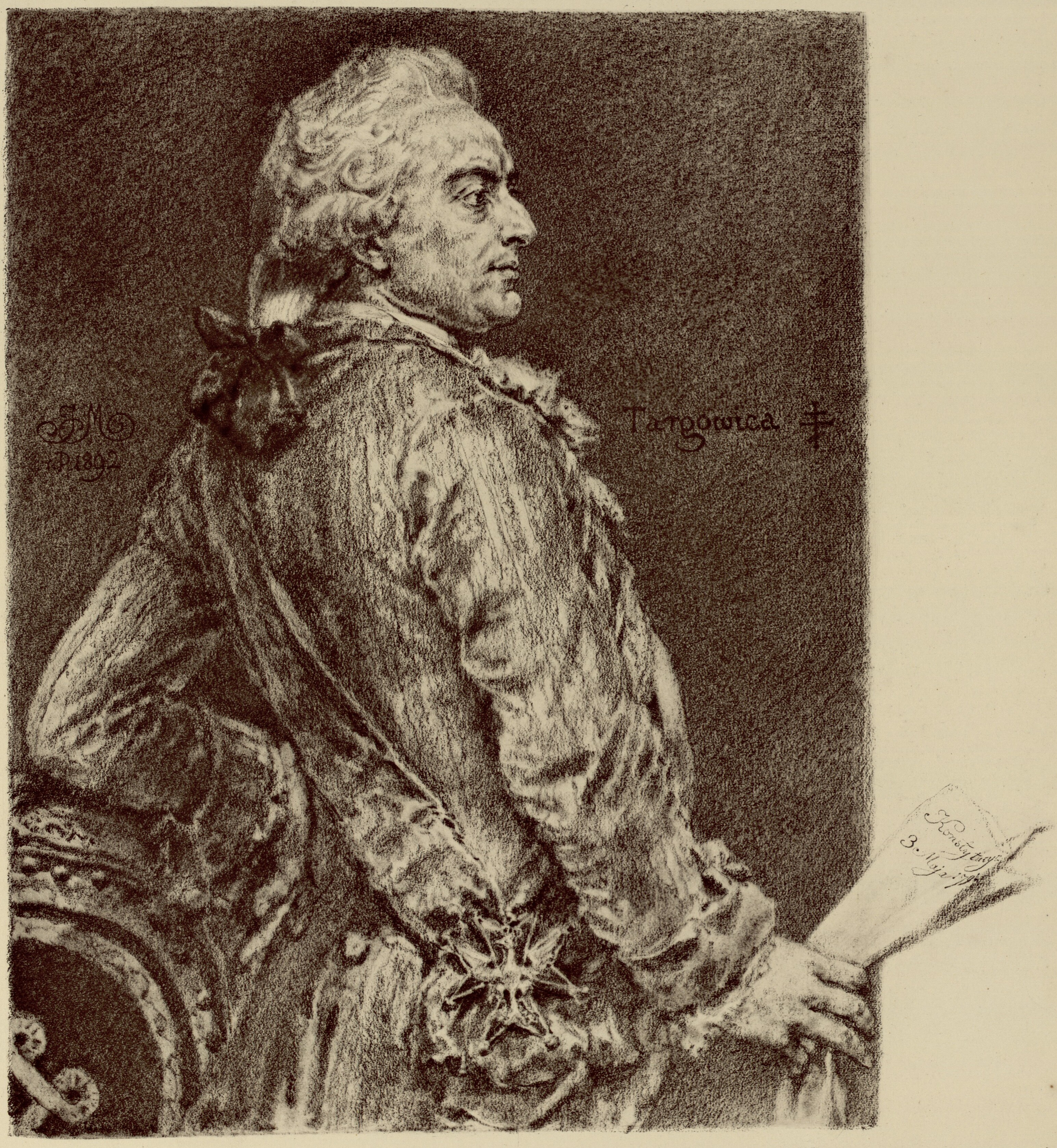
スタニスワフ・アウグスト・ポニャトフスキ
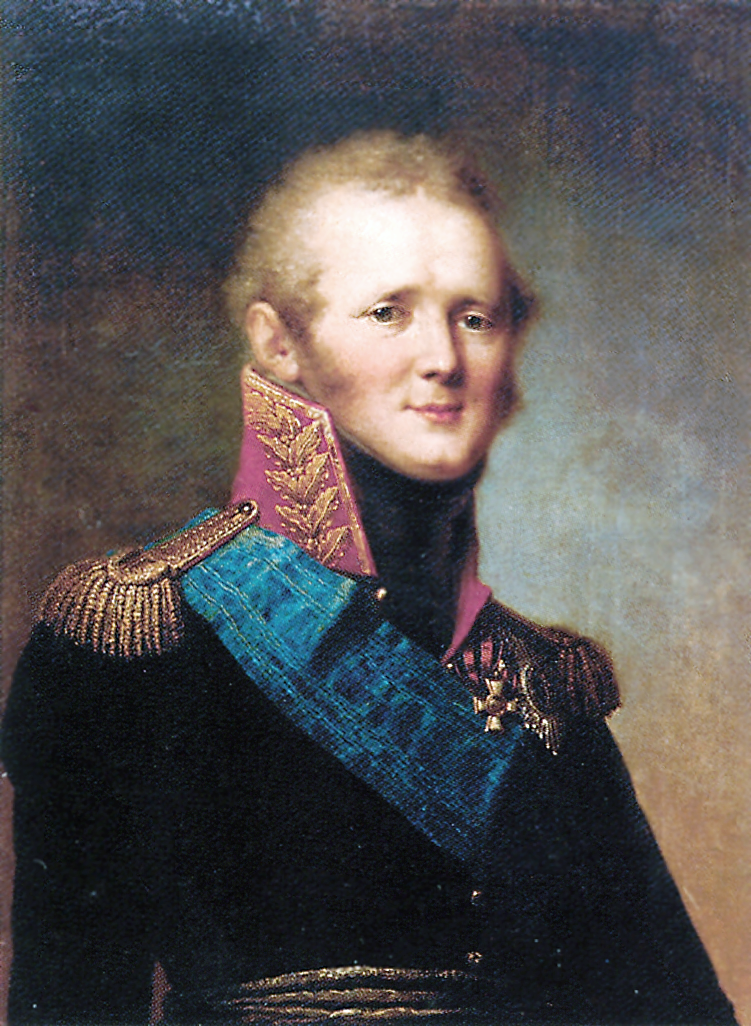
アレクサンドル1世
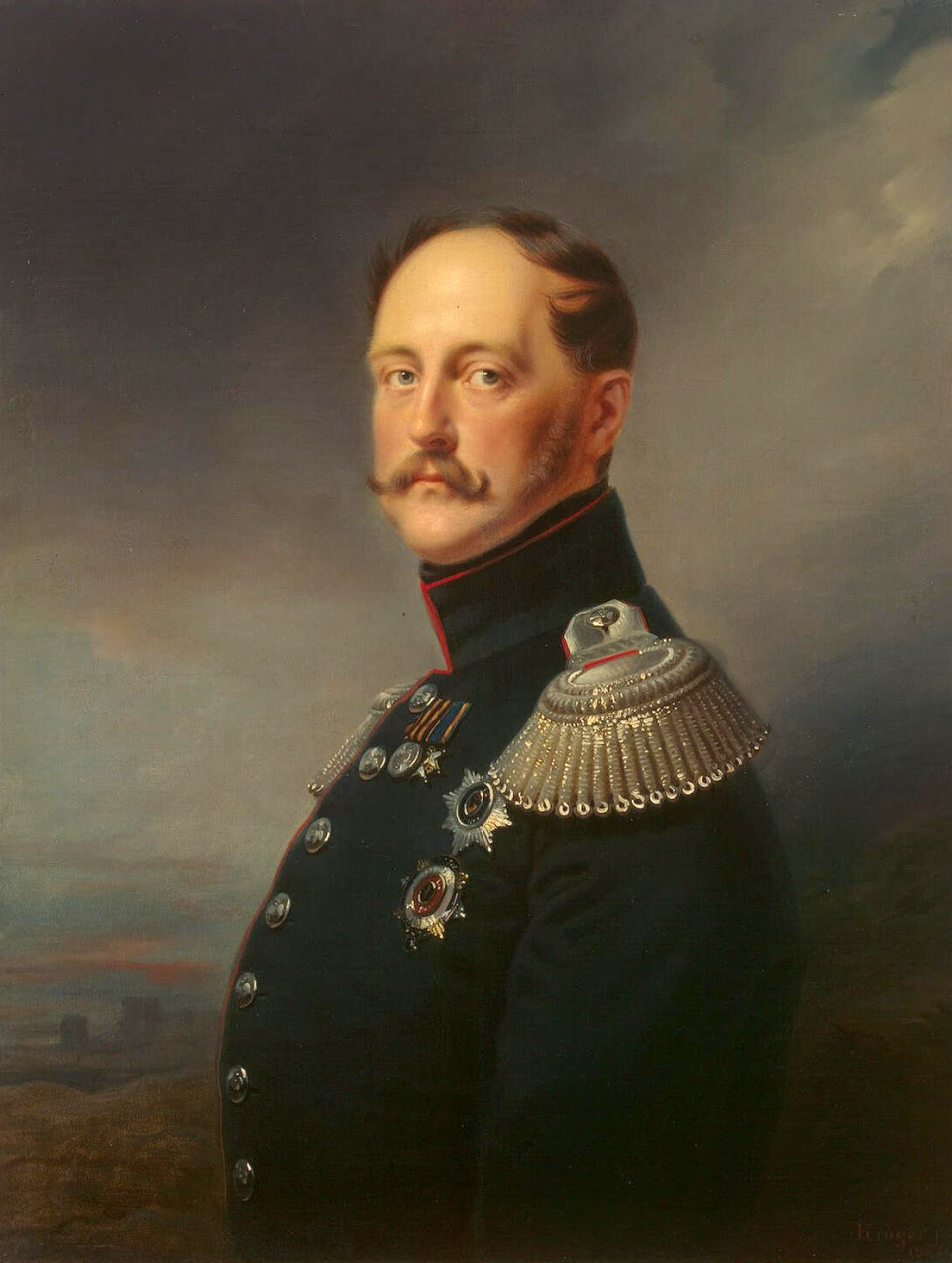
ニコライ1世